# Biserica de lemn din Milostea

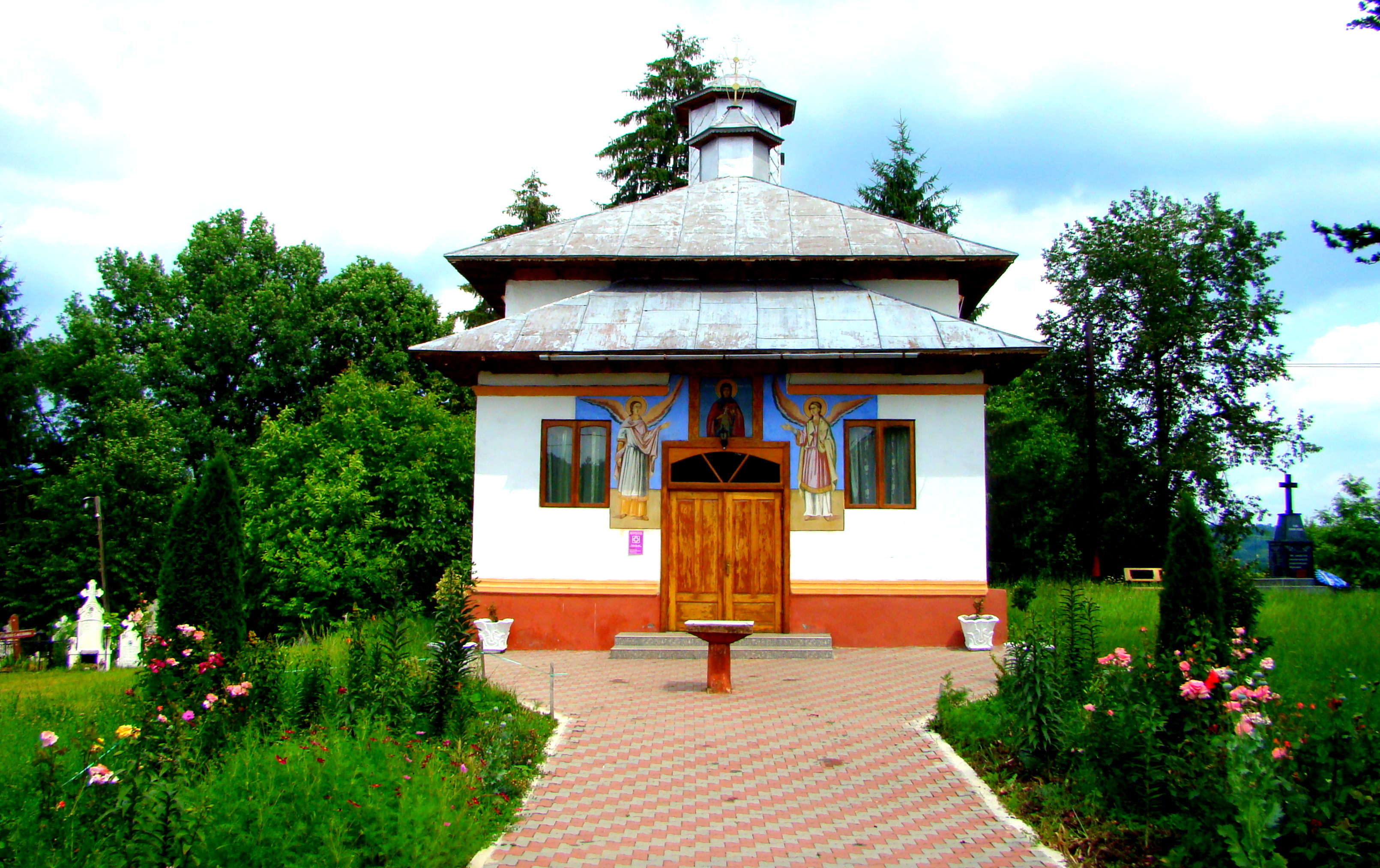
Biserica de lemn „Cuvioasa Paraschiva” din Milostea, comuna Slătioara, județul Vâlcea, foto: iunie 2018.

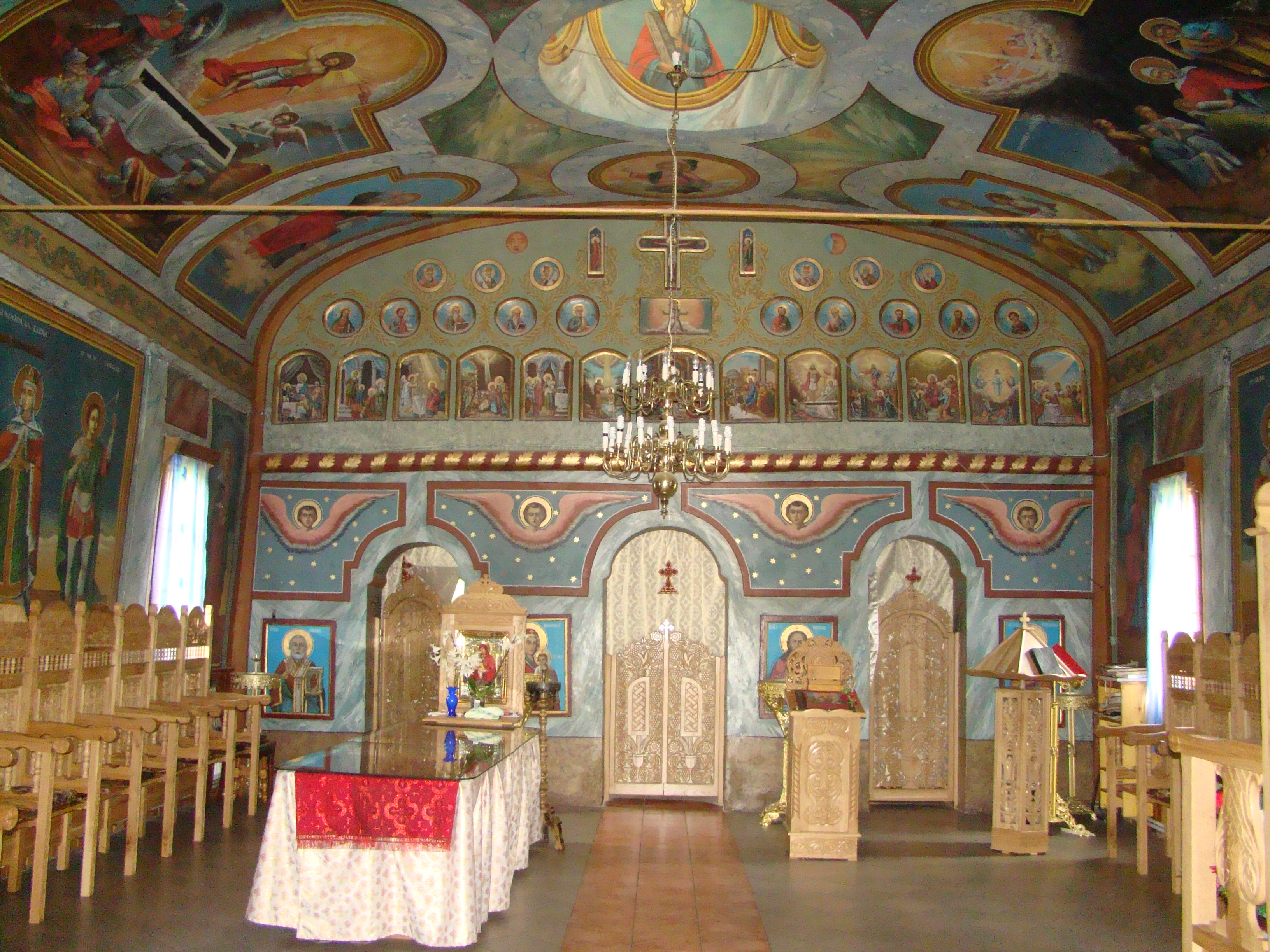
Nava spre iconostas

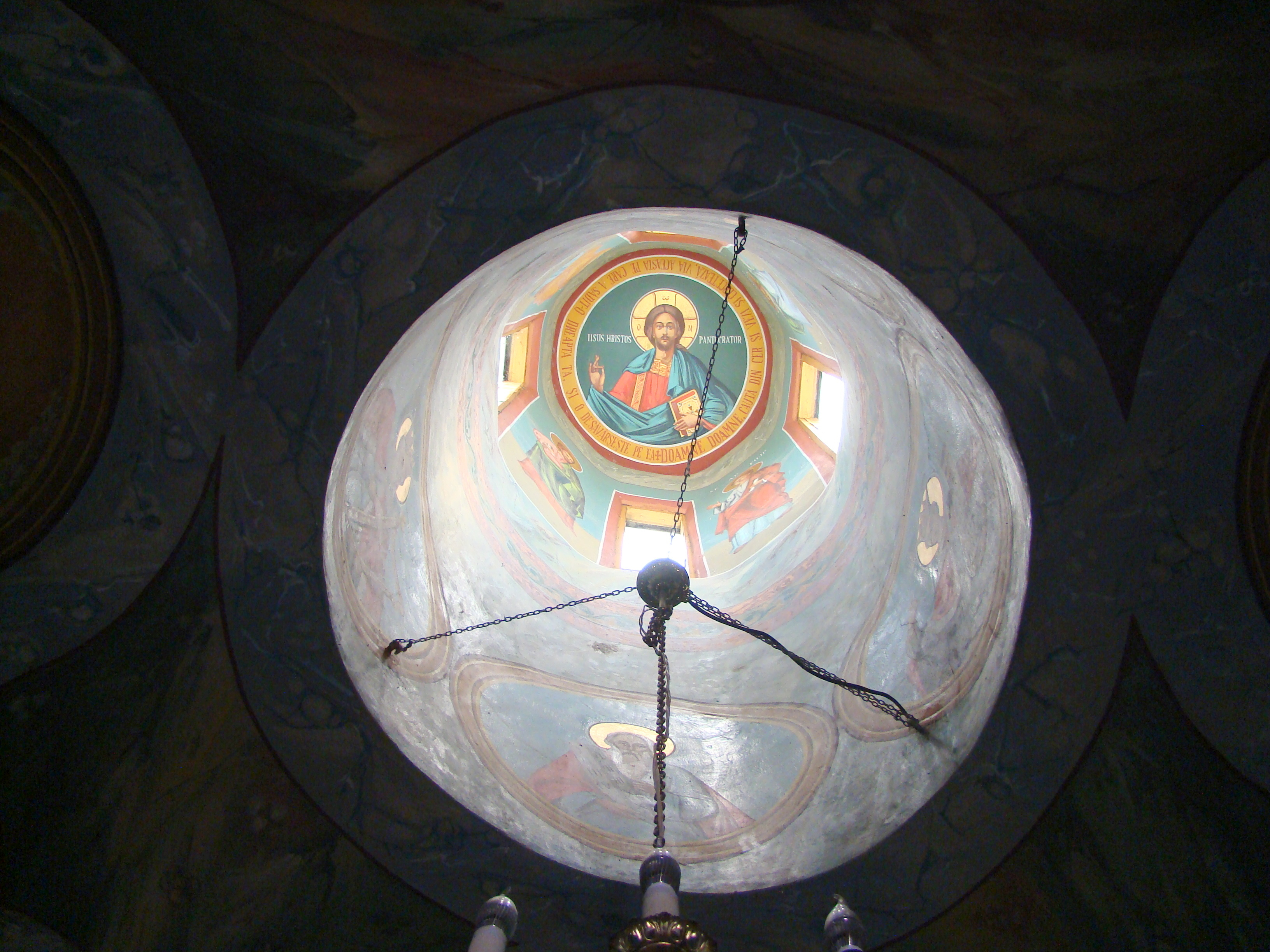
Iisus Hristos Pantocrator

Biserica de lemn din Milostea, comuna Slătioara, județul Vâlcea, a fost construită în 1906. Are hramul „Cuvioasa Paraschiva”. Biserica se află pe lista monumentelor istorice sub codul LMI:  VL-II-m-B-09824.

## Istoric și trăsături
Biserica a fost construită în anul 1906, „în zilele preaînălțatului și iubitorului de Hristos, regele Carol I-ul, și cu binecuvântarea P.S.S. Episcop Atanase al Râmnicului”, pe locul unei biserici de lemn mai vechi, ctitori fiind locuitorii satului și preotul Gheorghe Popescu. Maistru constructor a fost Velcu Ivanovici. Biserica a fost zugrăvită de pictorul Ilie Dimitrescu ajutat de Climent Cristescu. Lăcașul de cult a fost sfințit de protoereul județului Vâlcea, Melete Răuțu, în ziua de 12 noiembrie 1906.
Pereții înscriu o navă dreptunghiulară, de mari dimensiuni, cu altarul ușor retras, poligonal, cu trei laturi și pridvor închis, pe latura vestică. Acoperișul, învelit în tablă zincată, este întrerupt de cele două turle, aflate deasupra naosului.

## Imagini din exterior

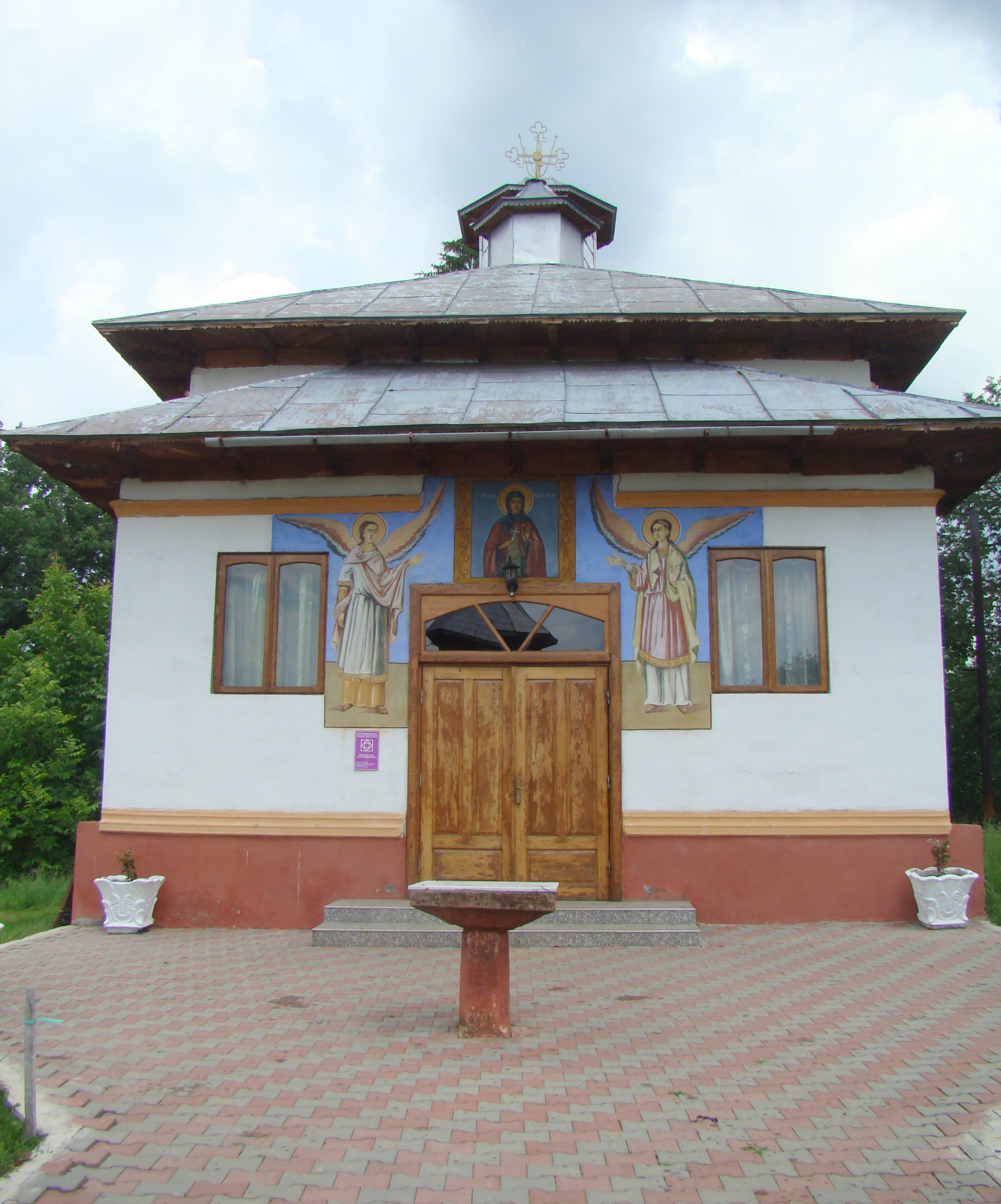
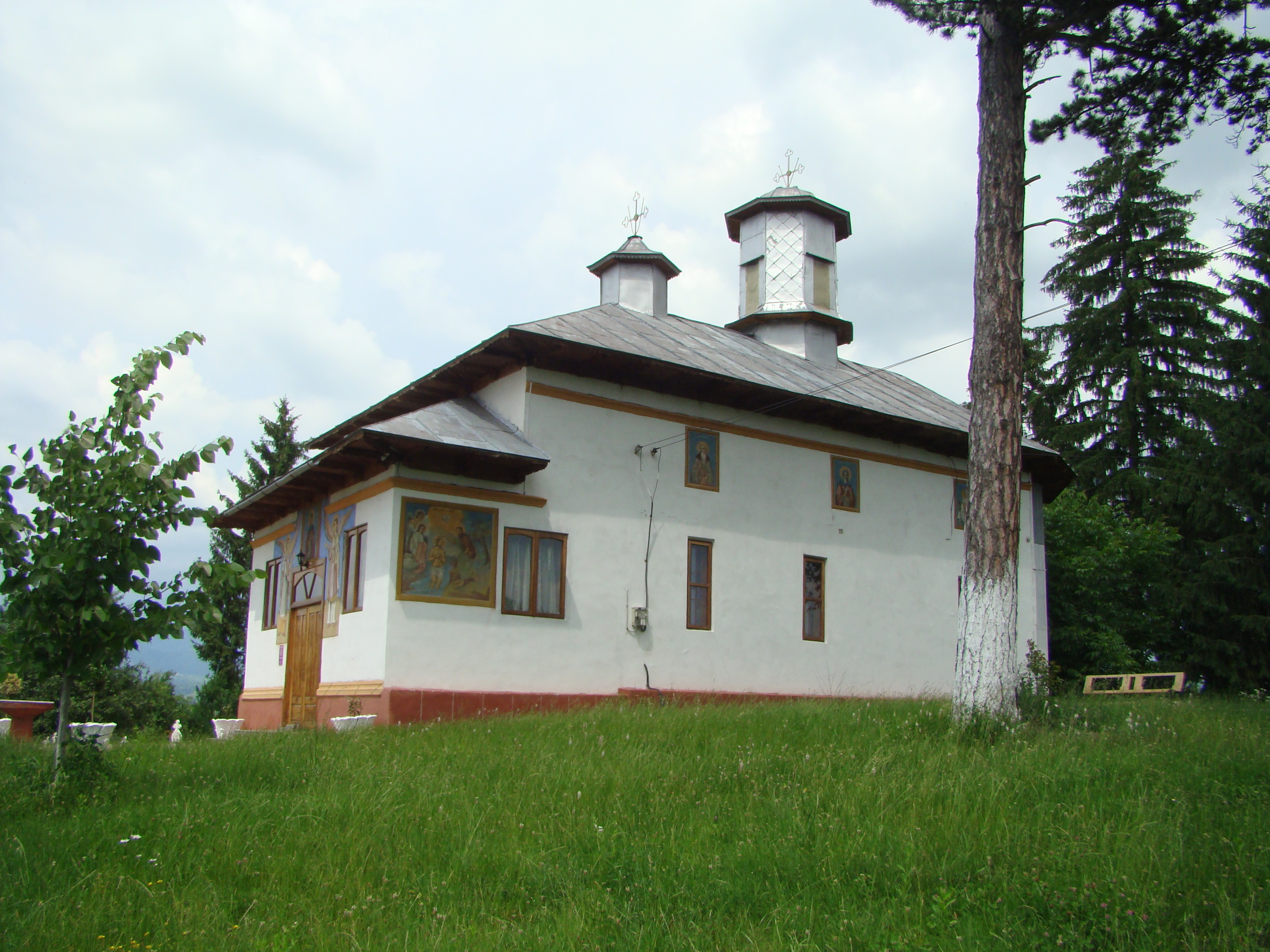
Biserica (sud-vest)
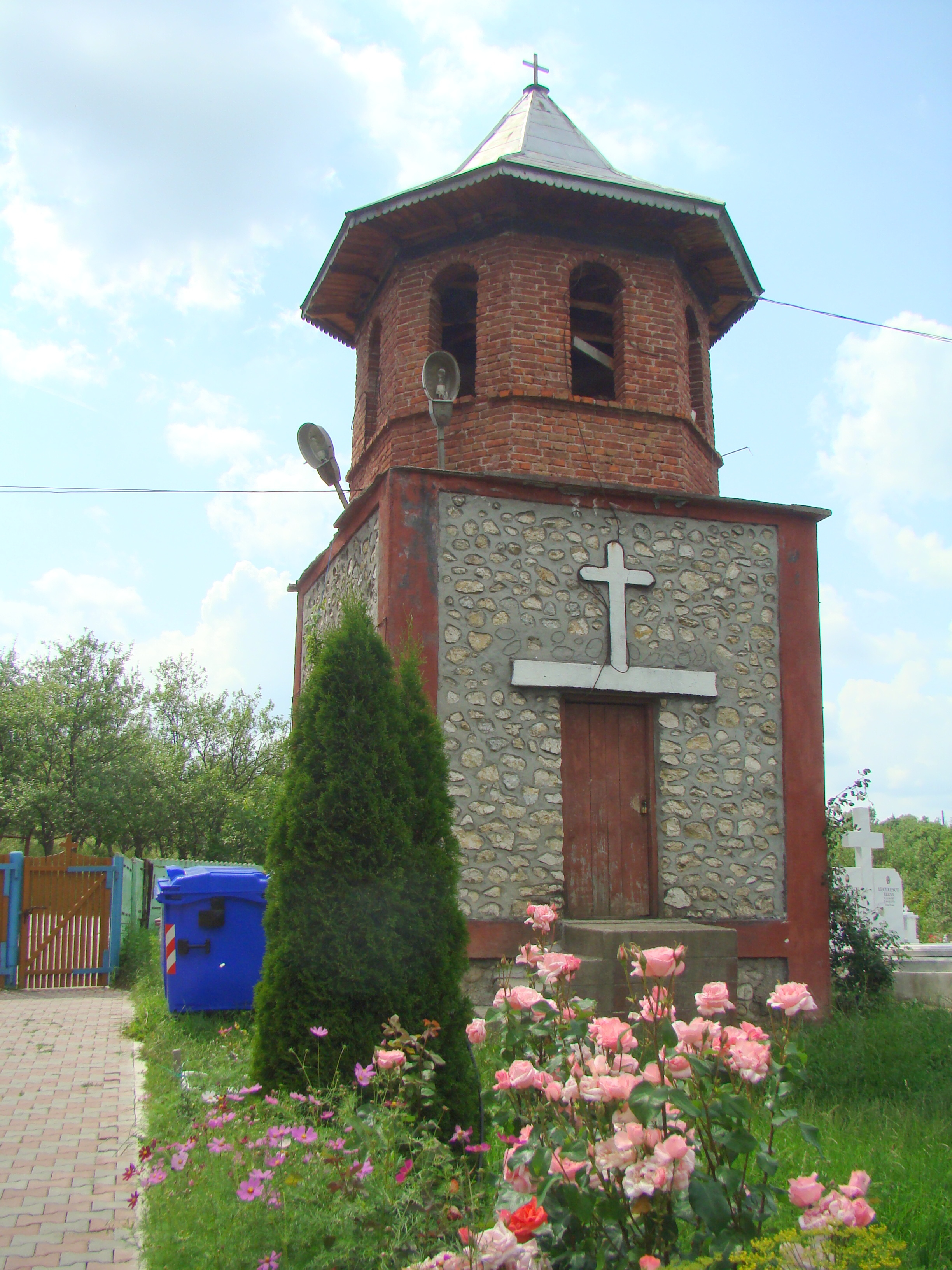
Clopotnița
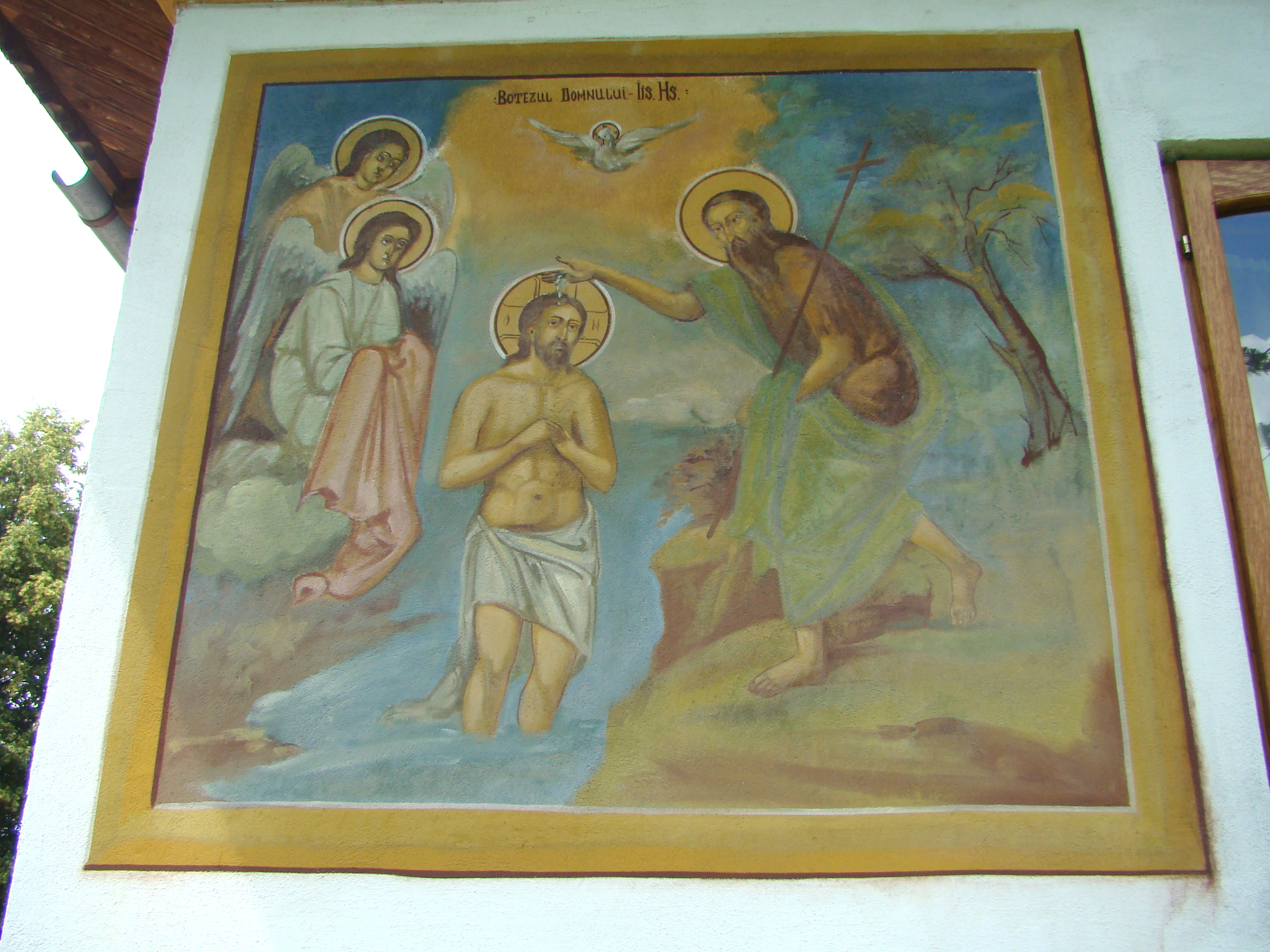
Botezul Domnului
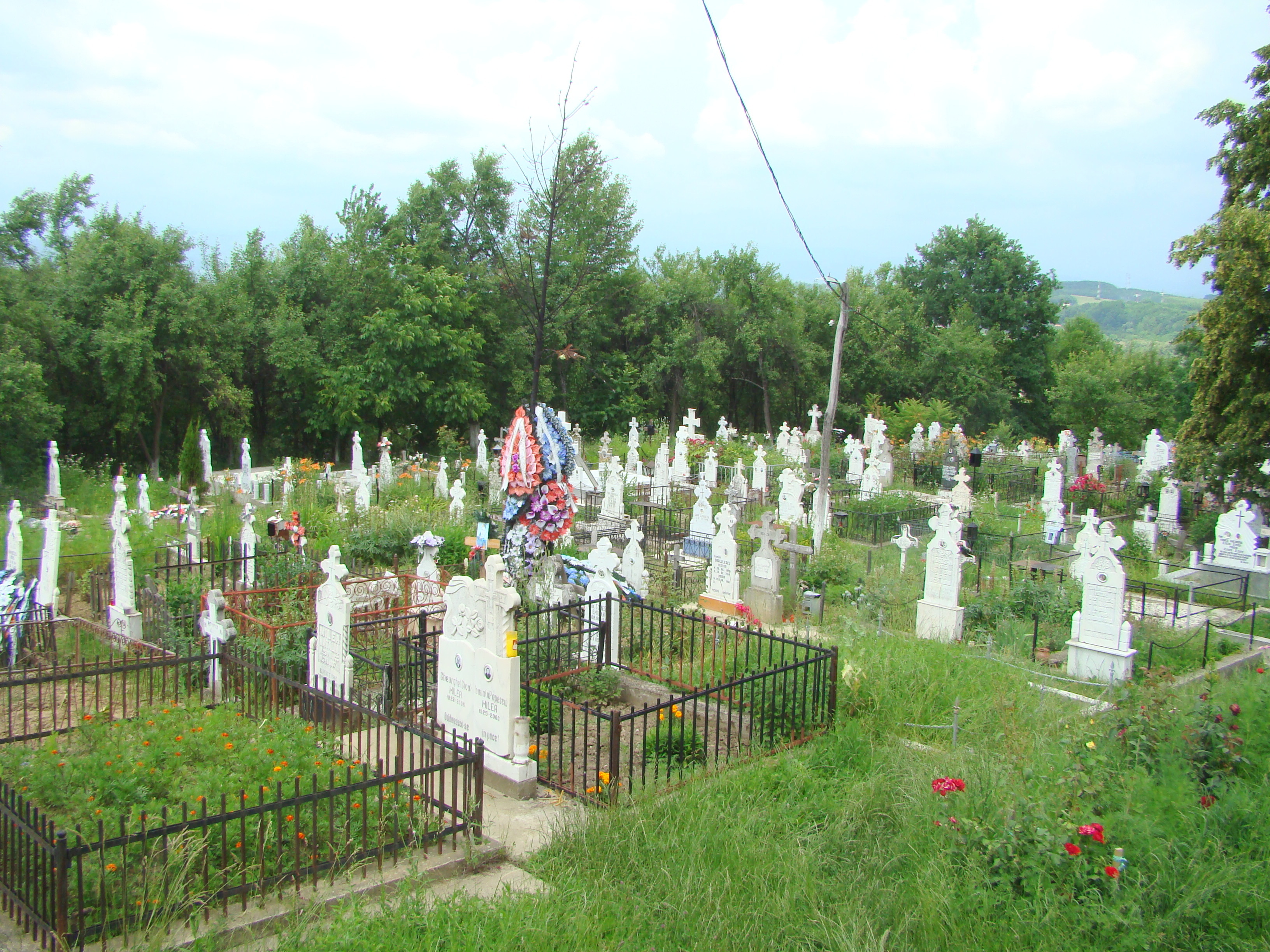
Cimitirul și împrejurimile
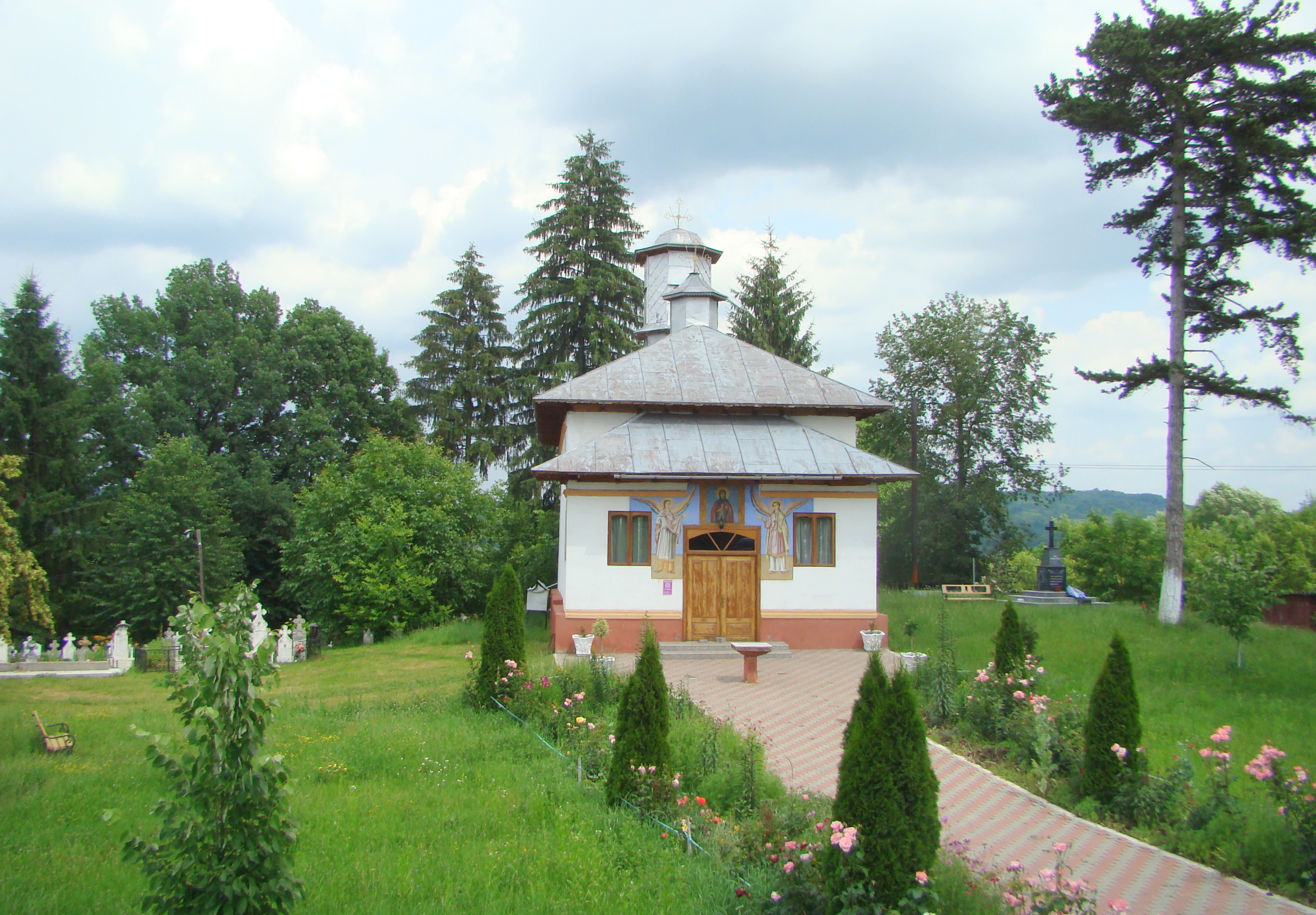
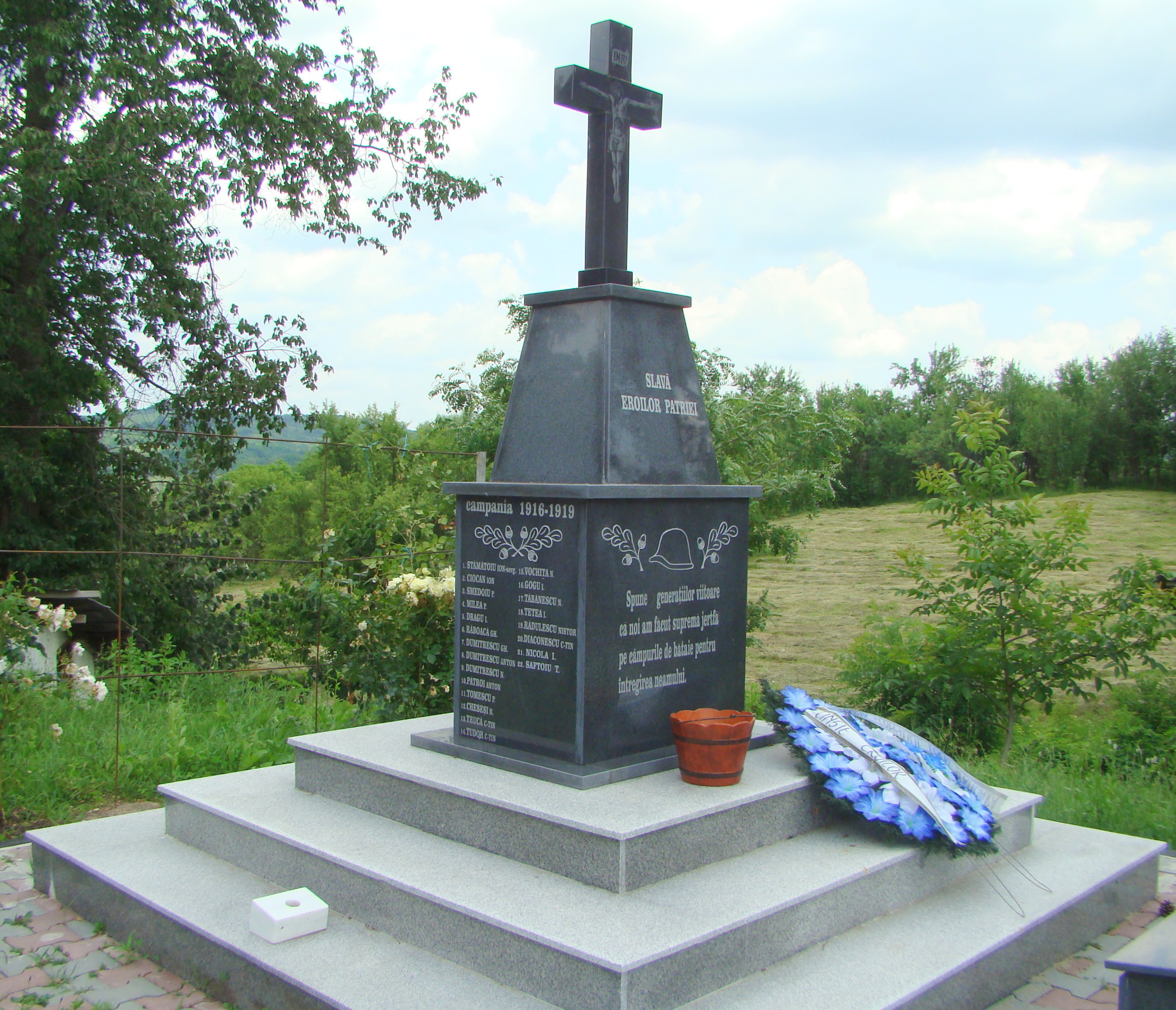
Monumentul eroilor
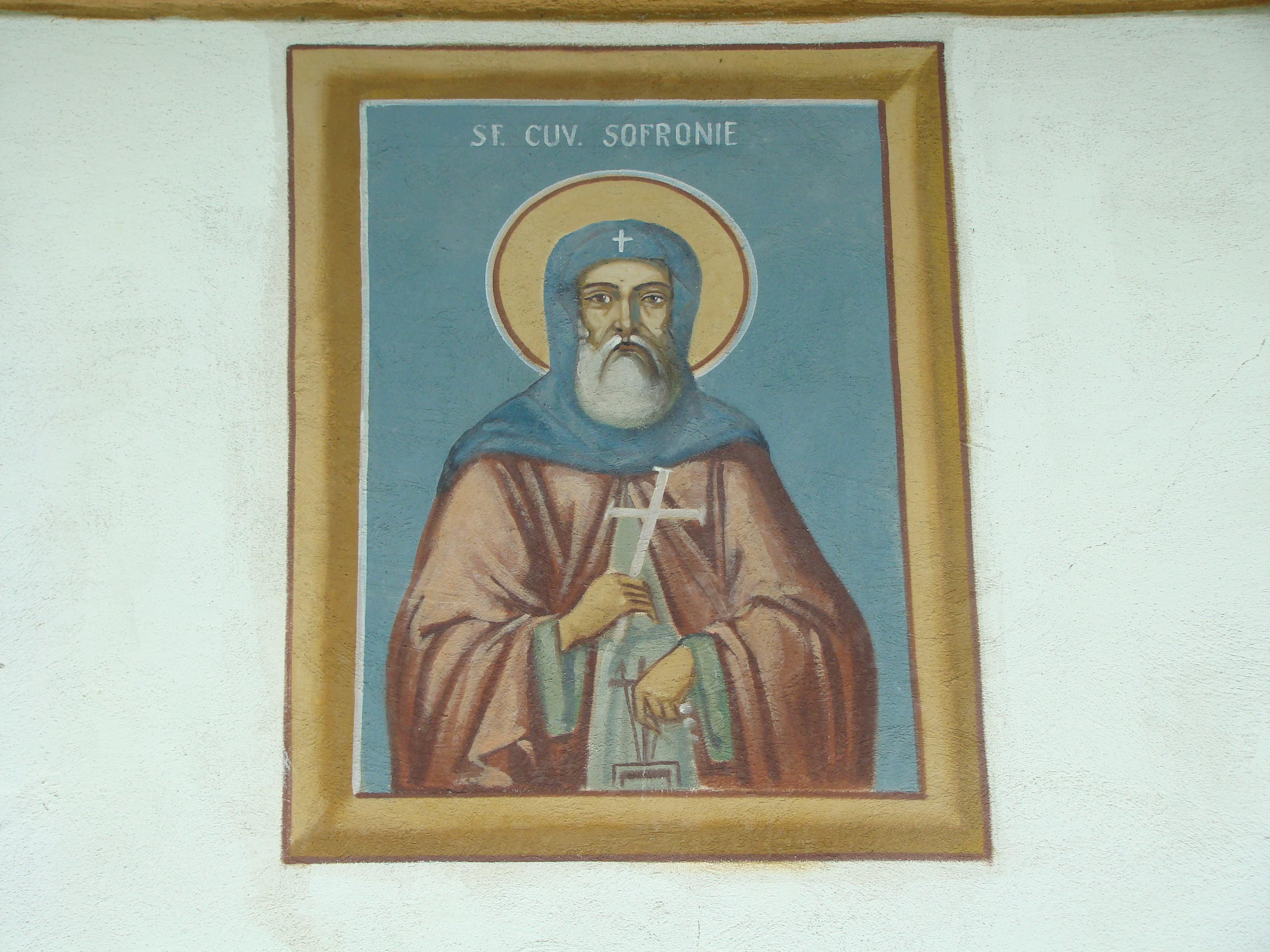
Cuviosul Sofronie
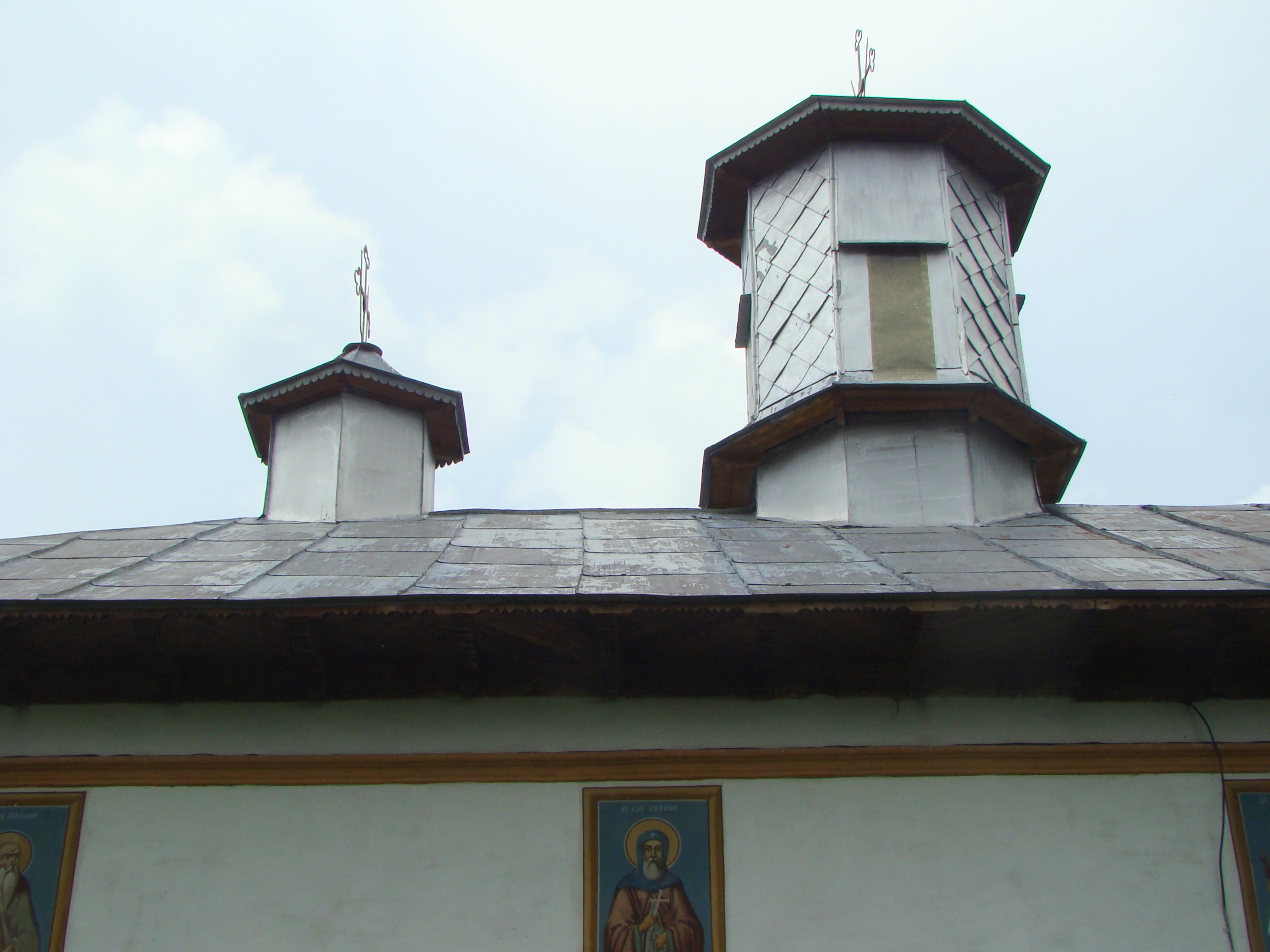
Cele două turle deasupra navei
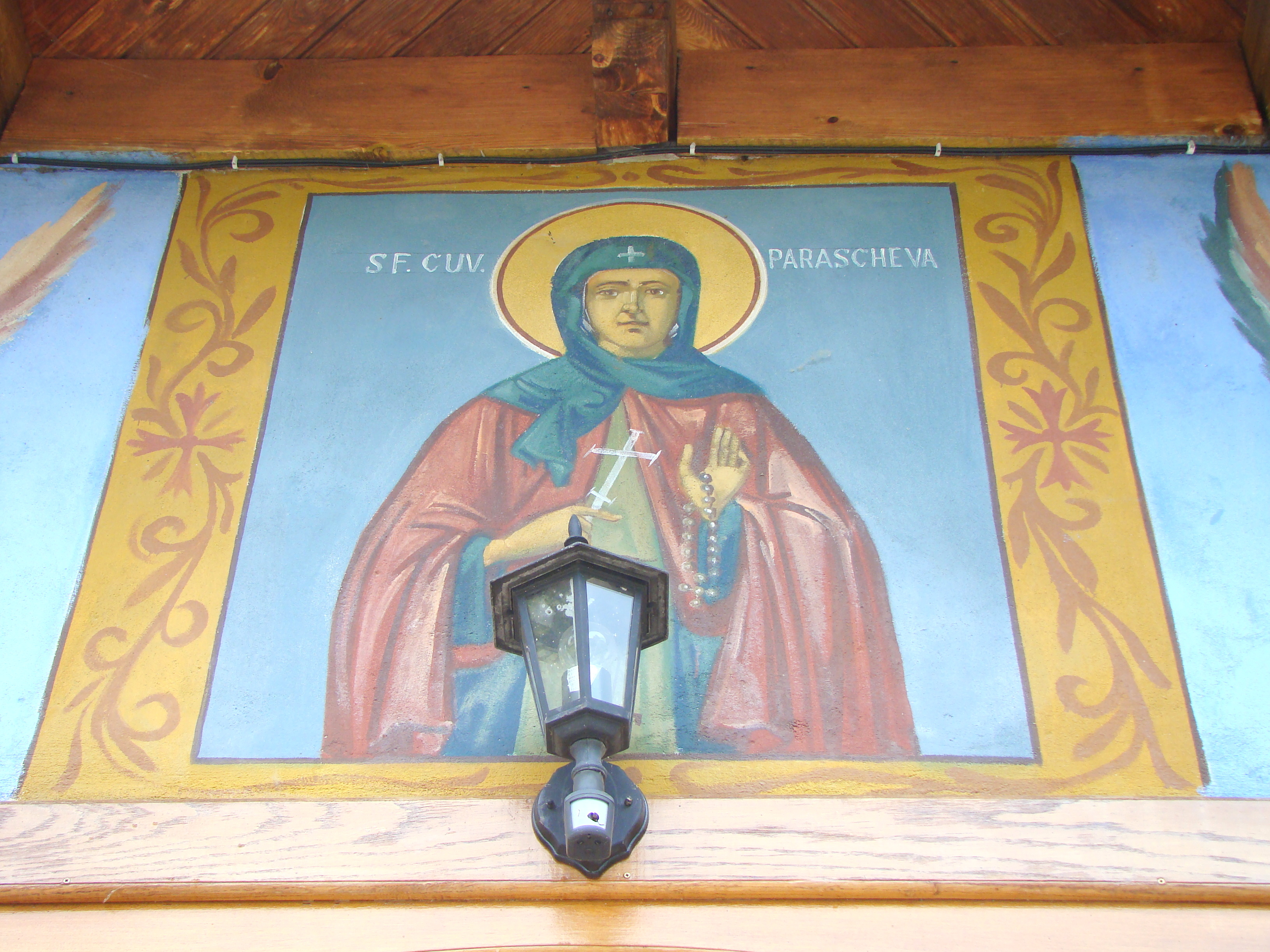
Icoana de hram: Cuvioasa Parascheva
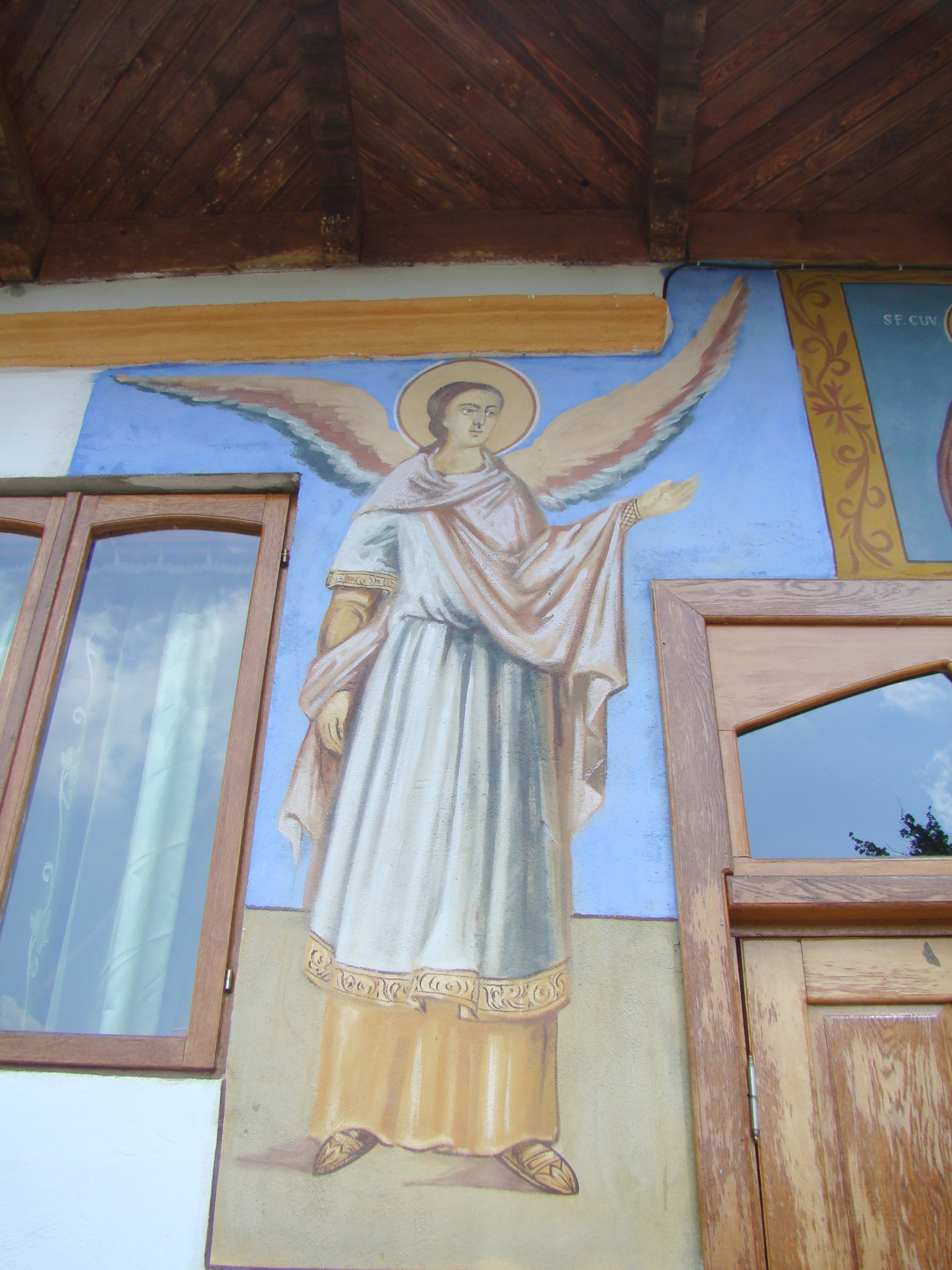
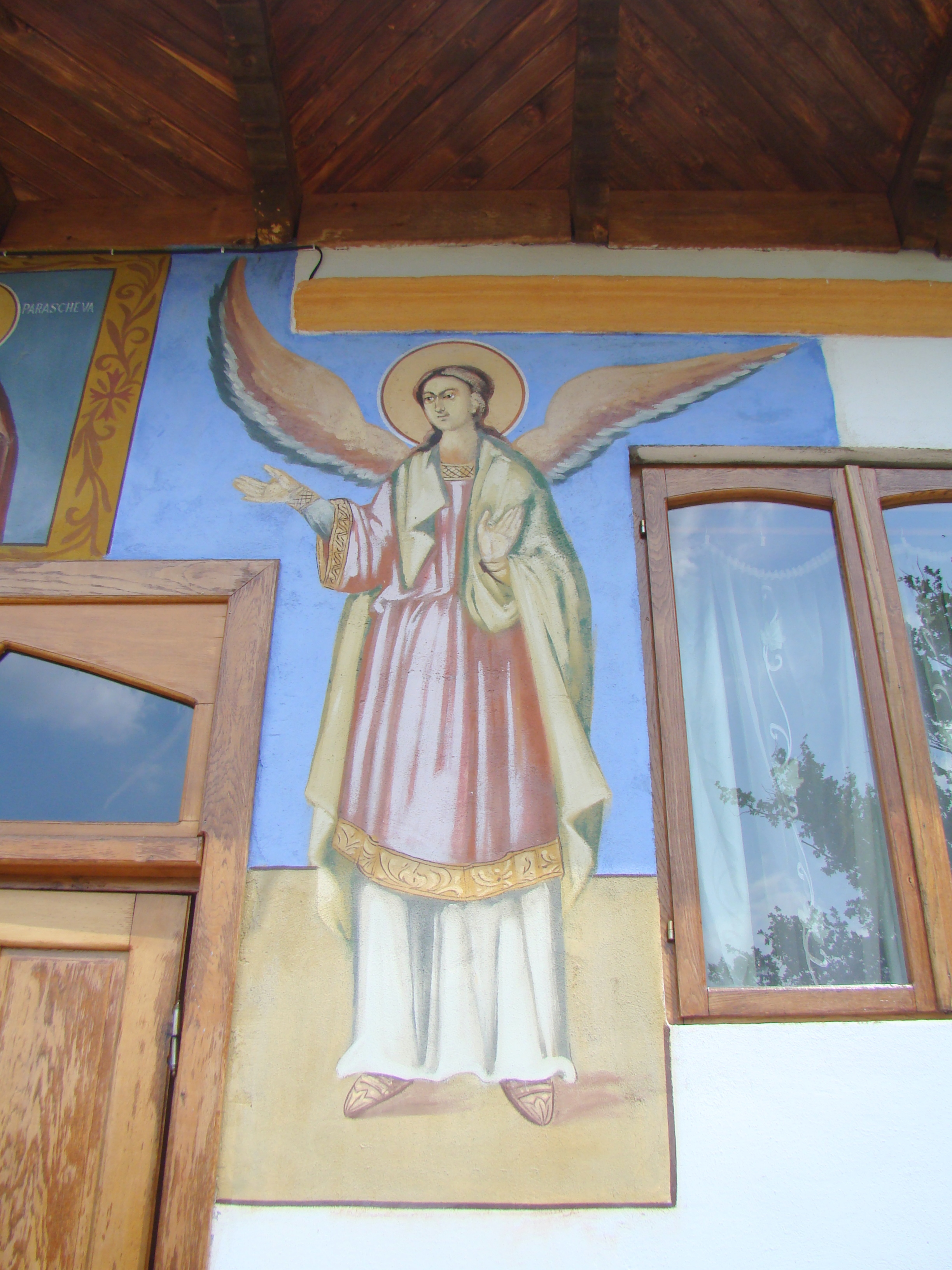
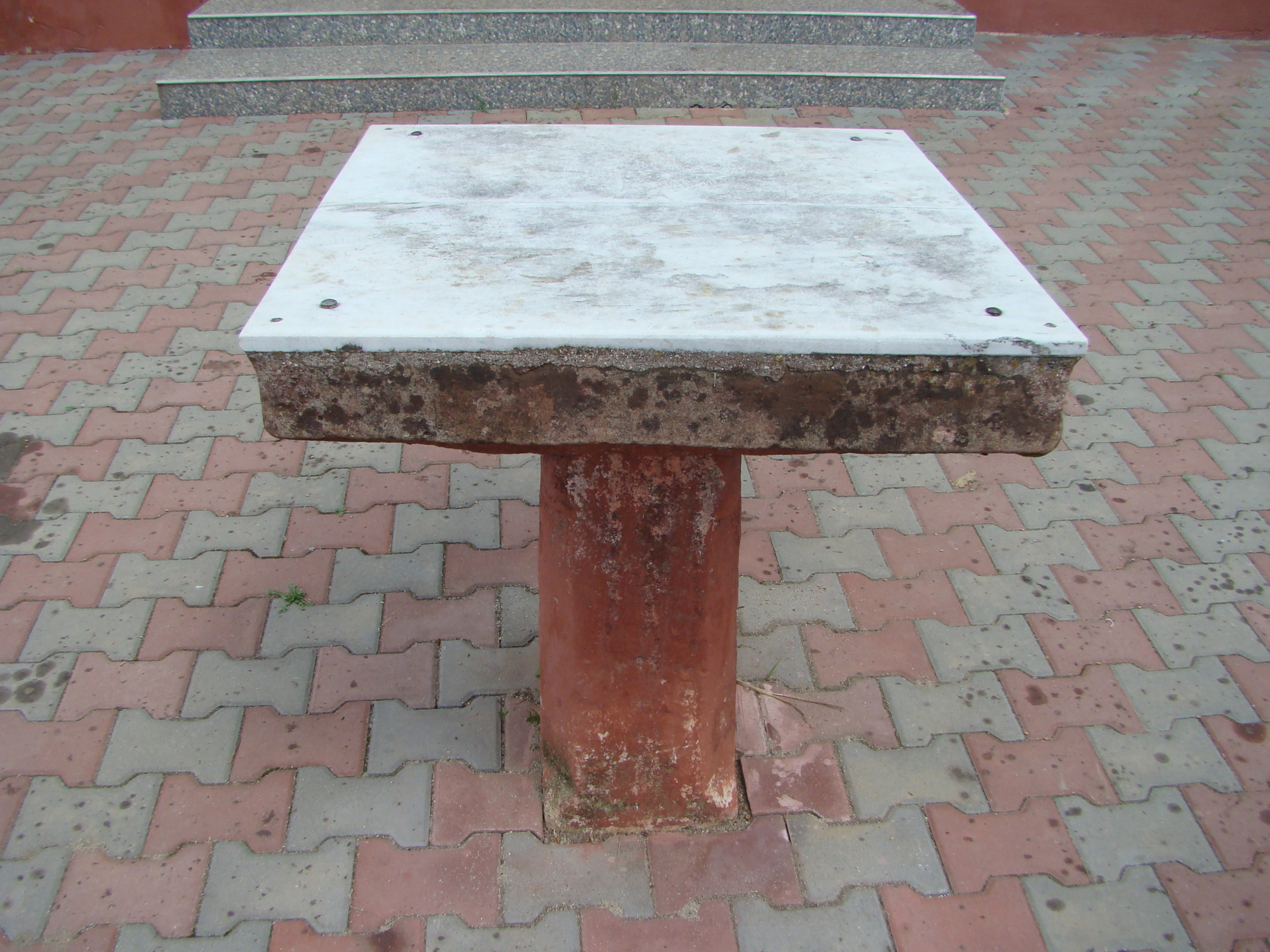
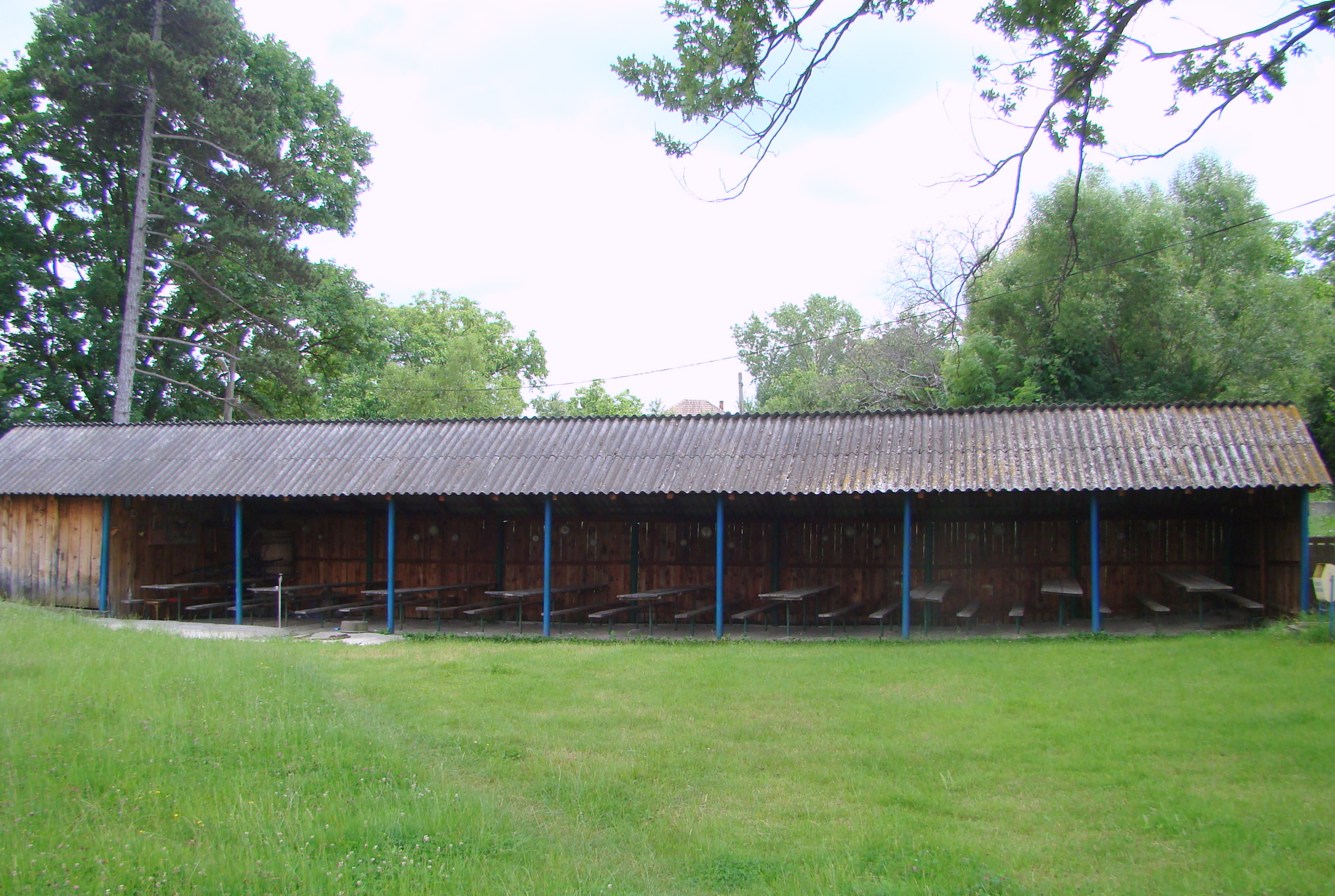
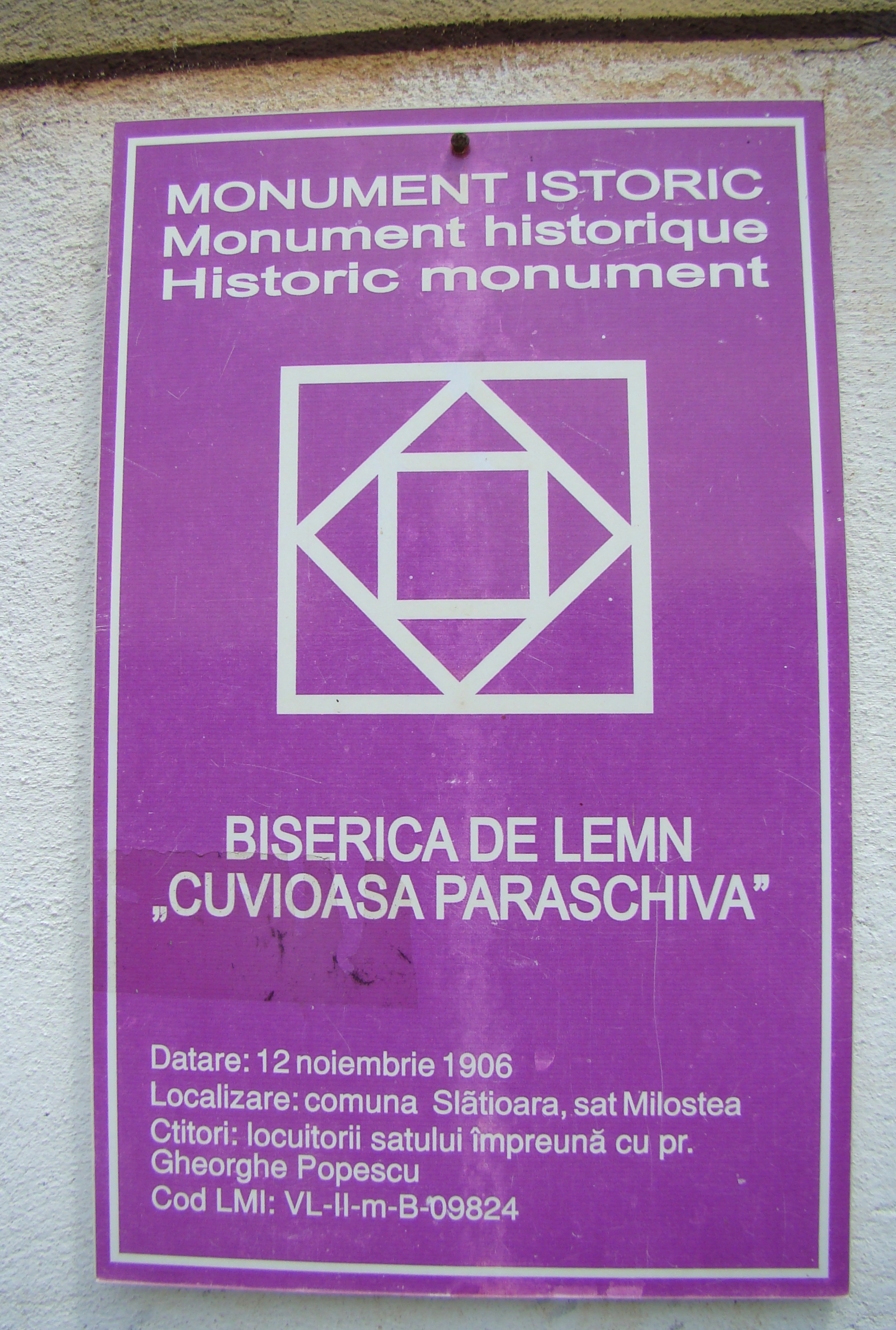
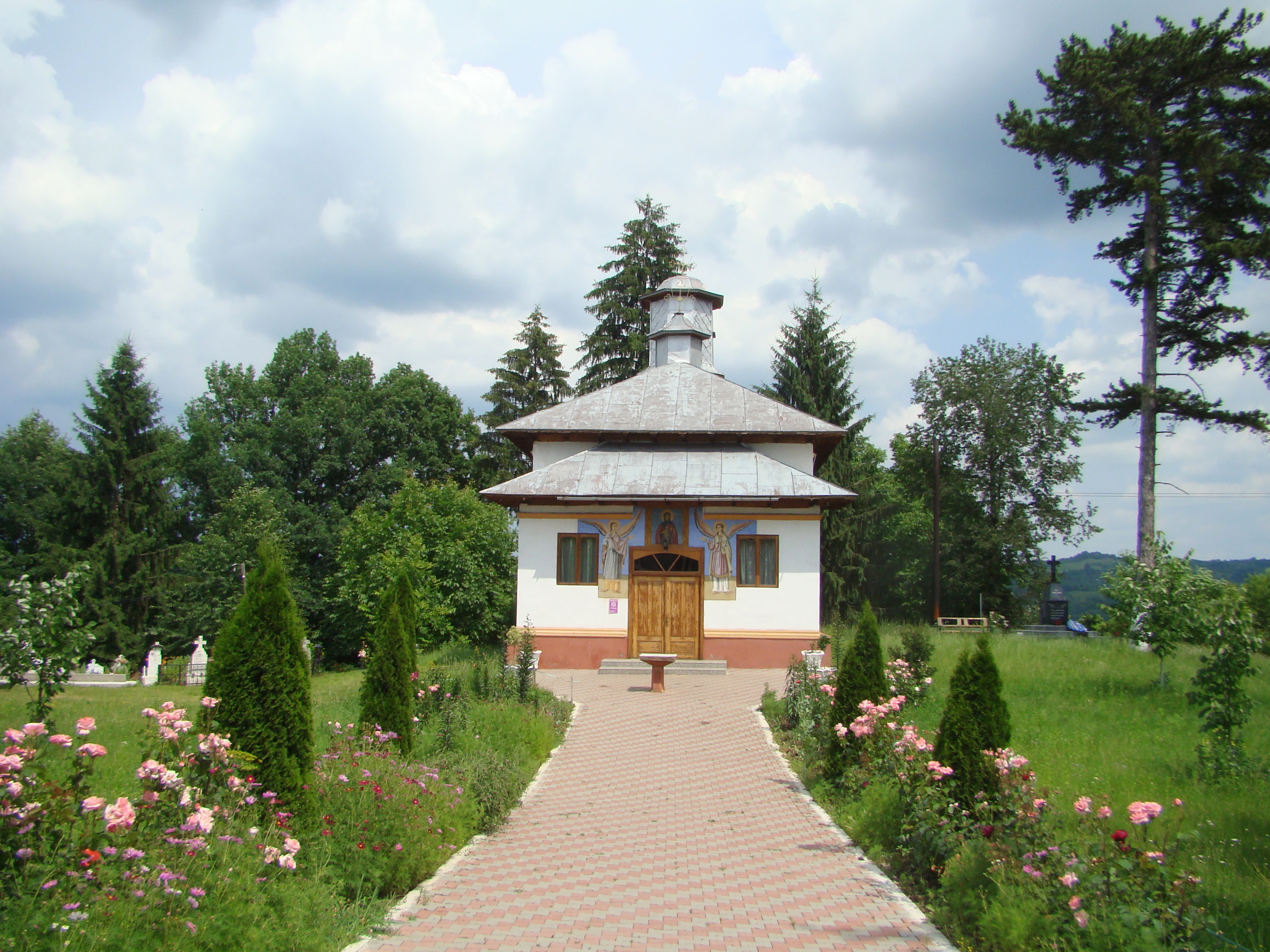
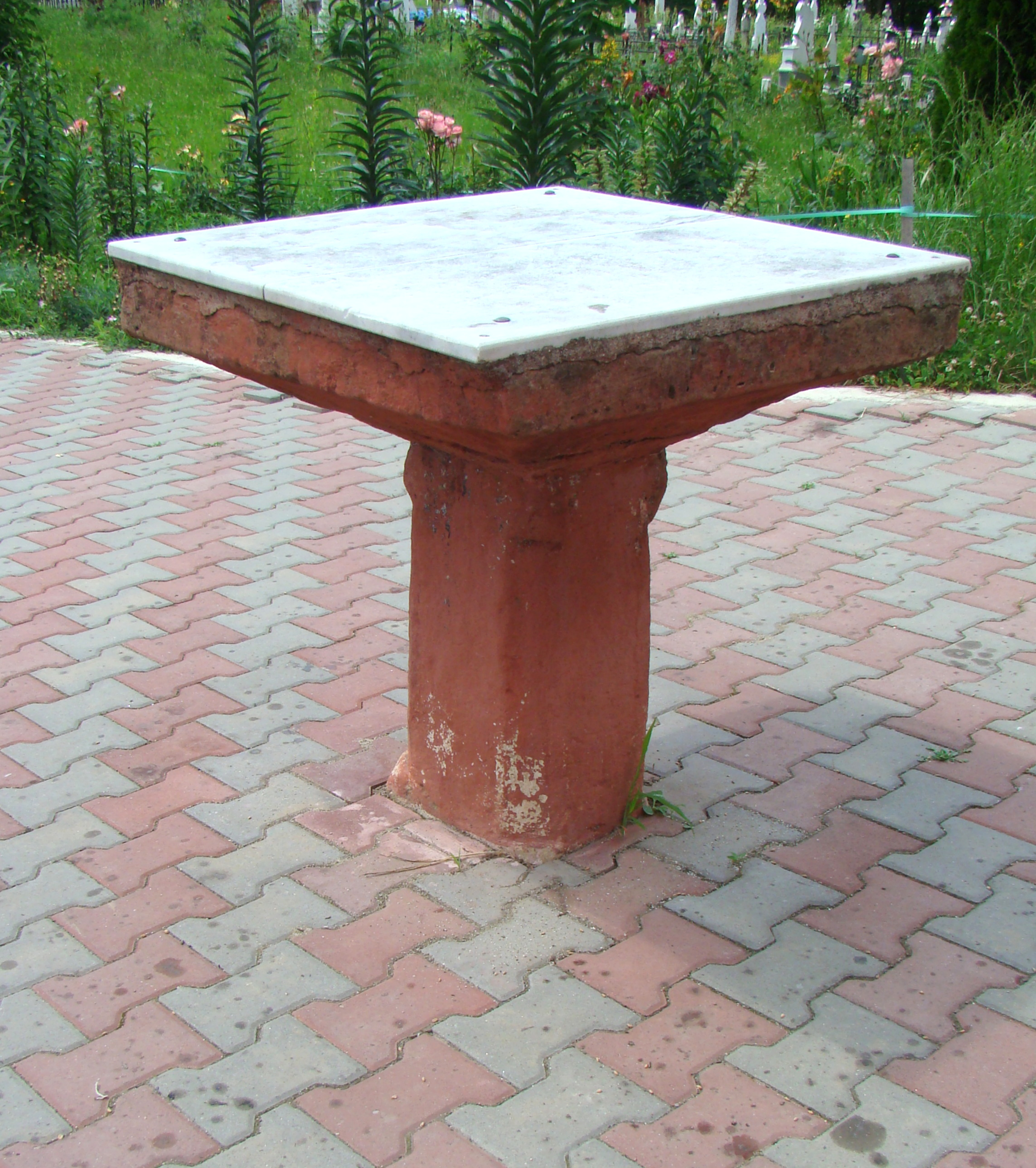
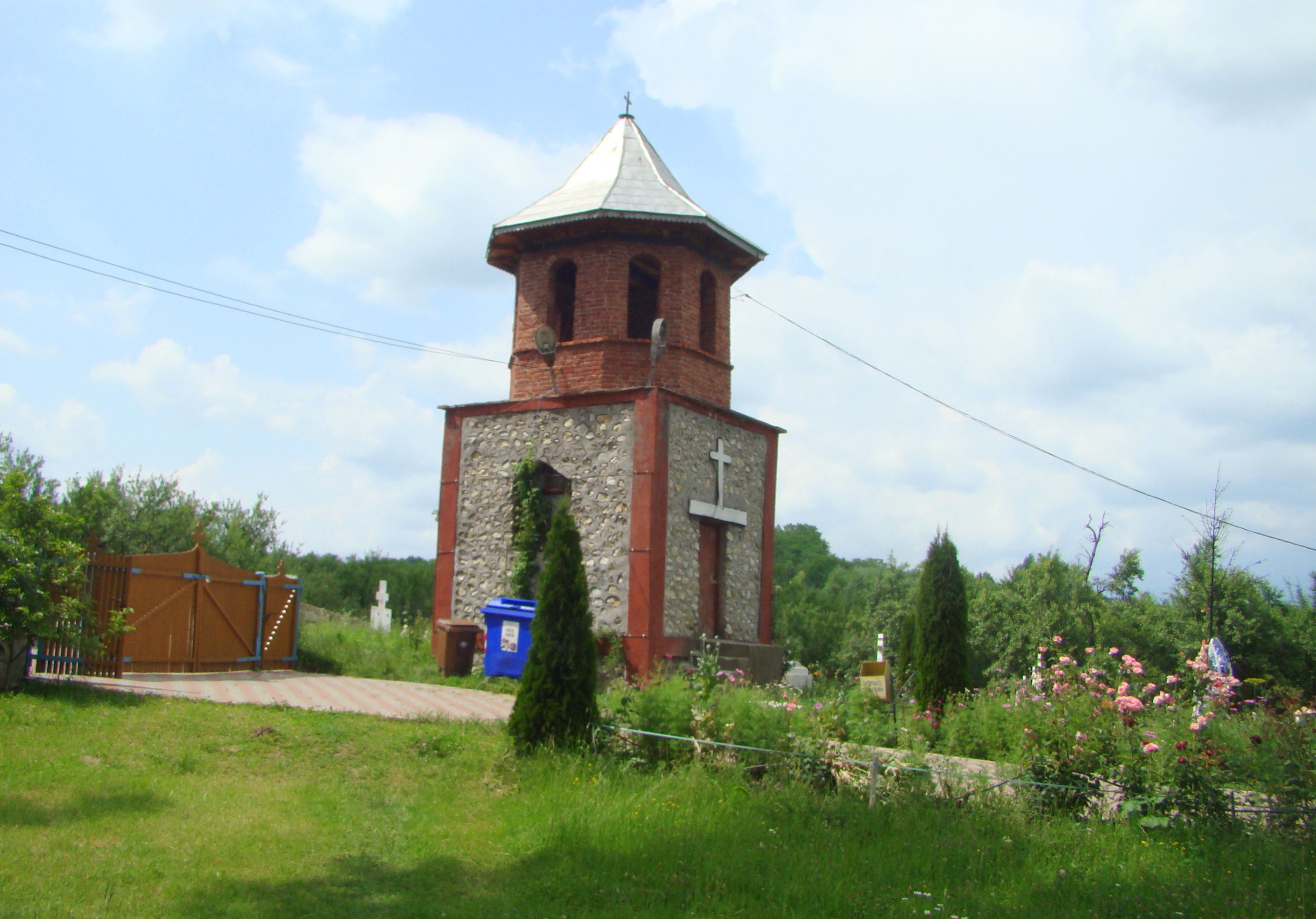
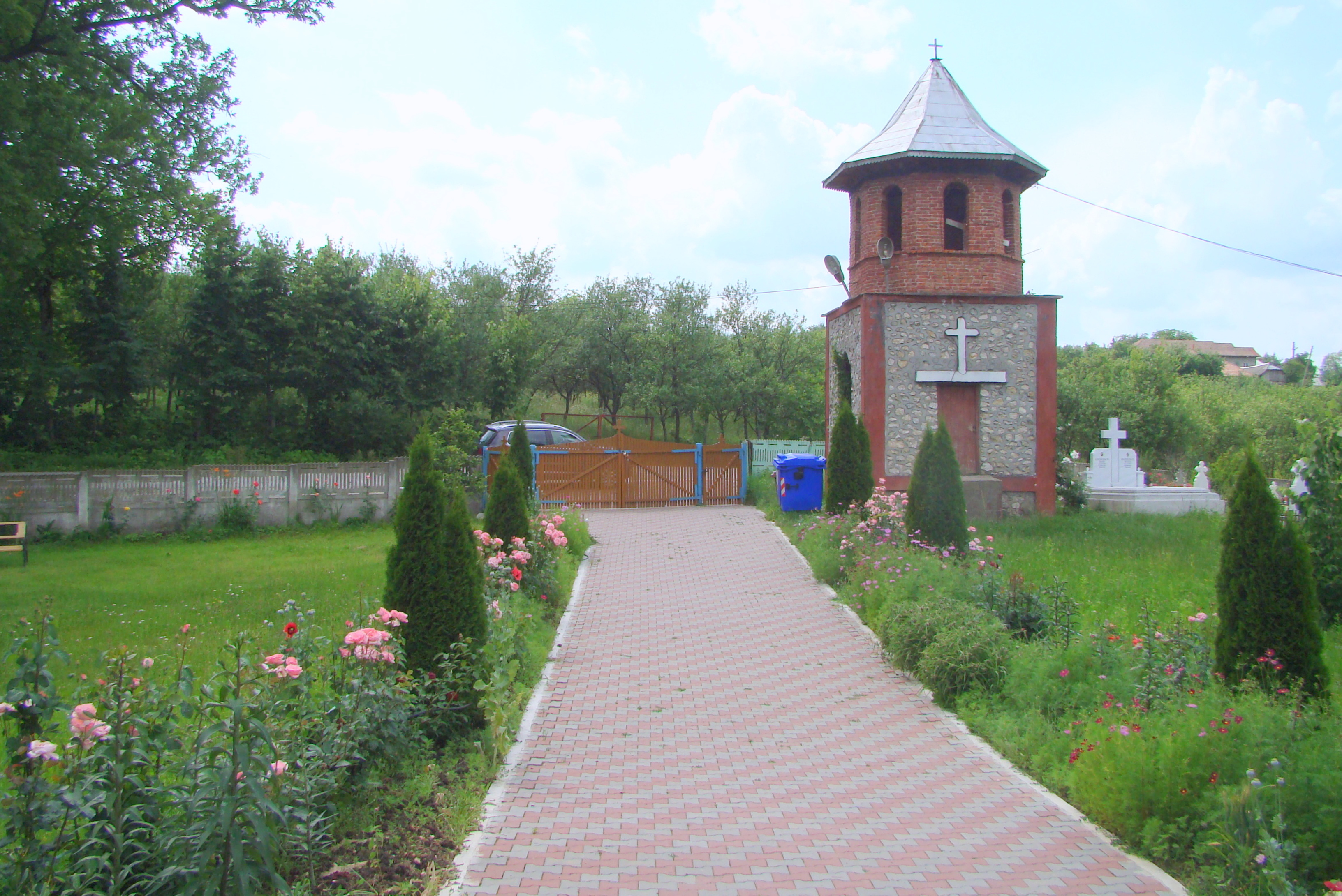

## Imagini din interior

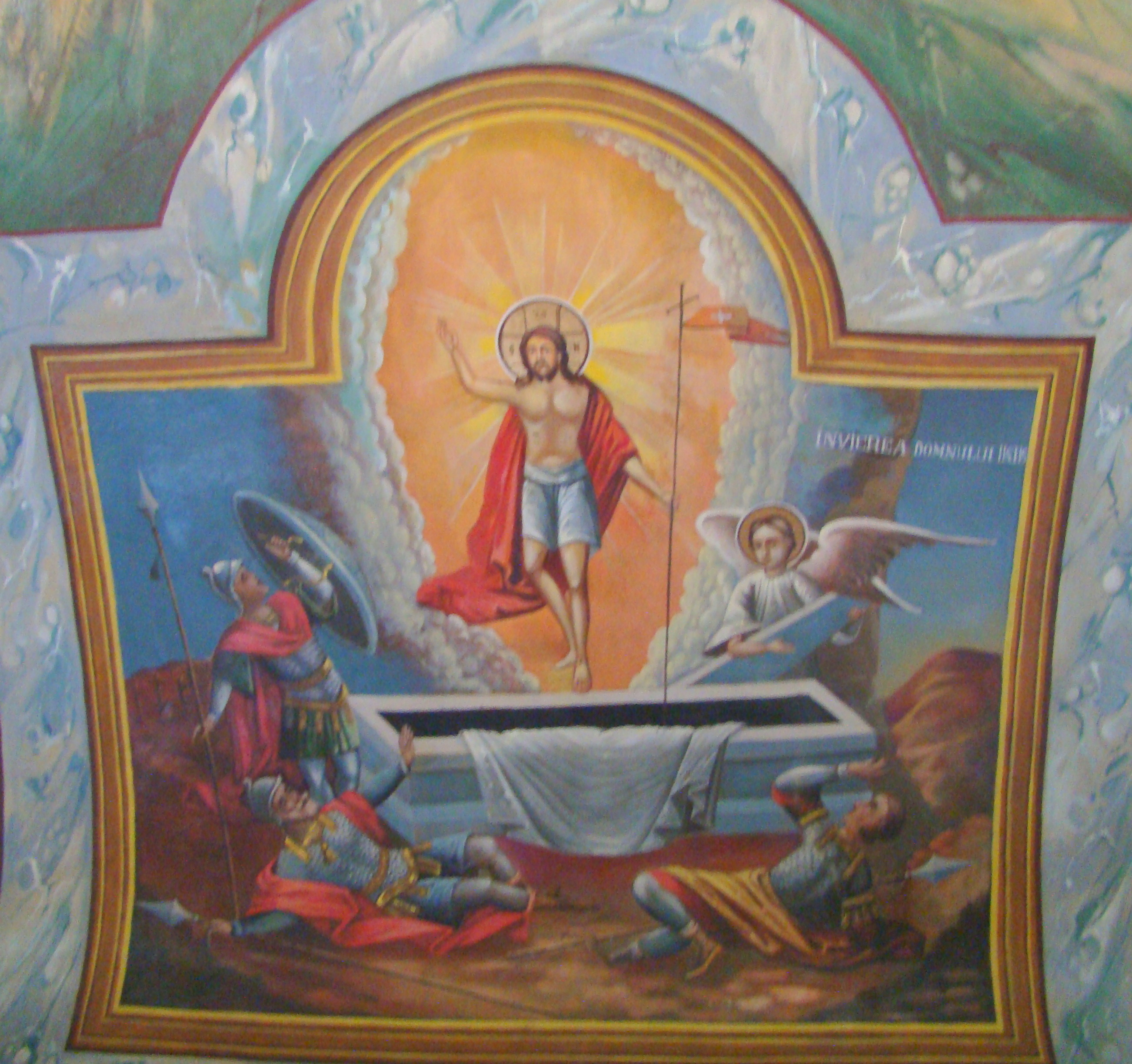
Învierea Domnului
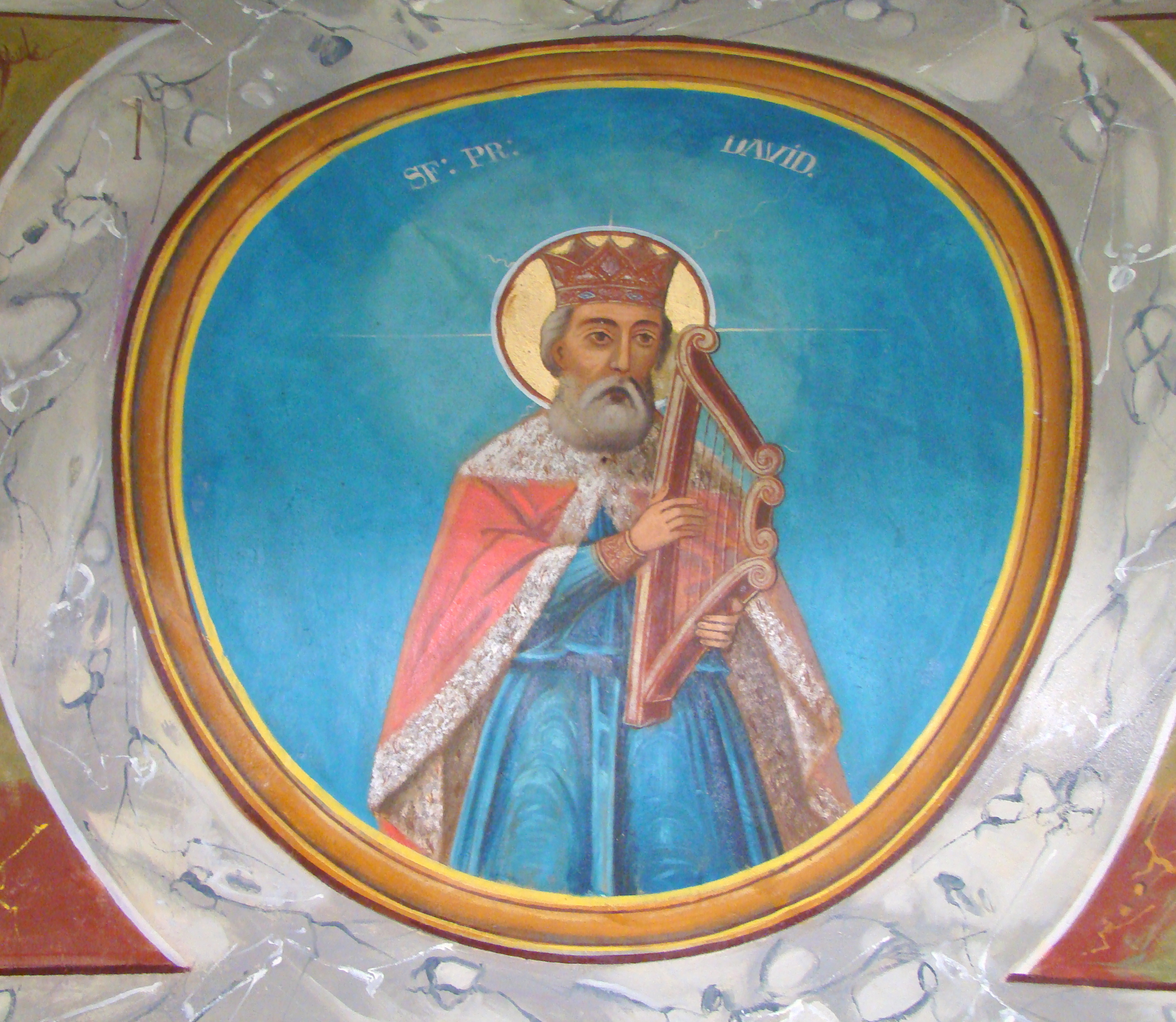
David prorocul
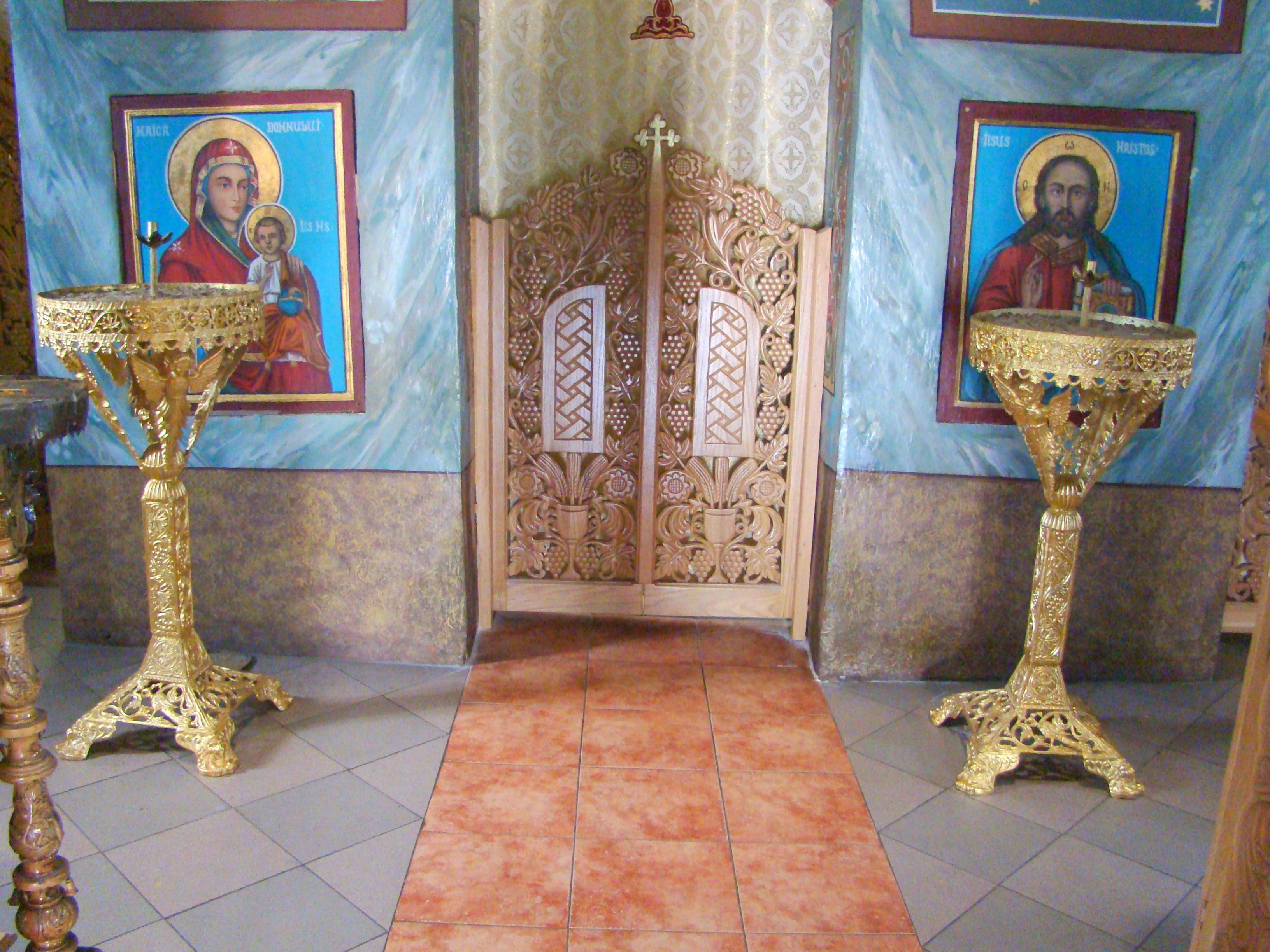
Uși și icoane împărătești
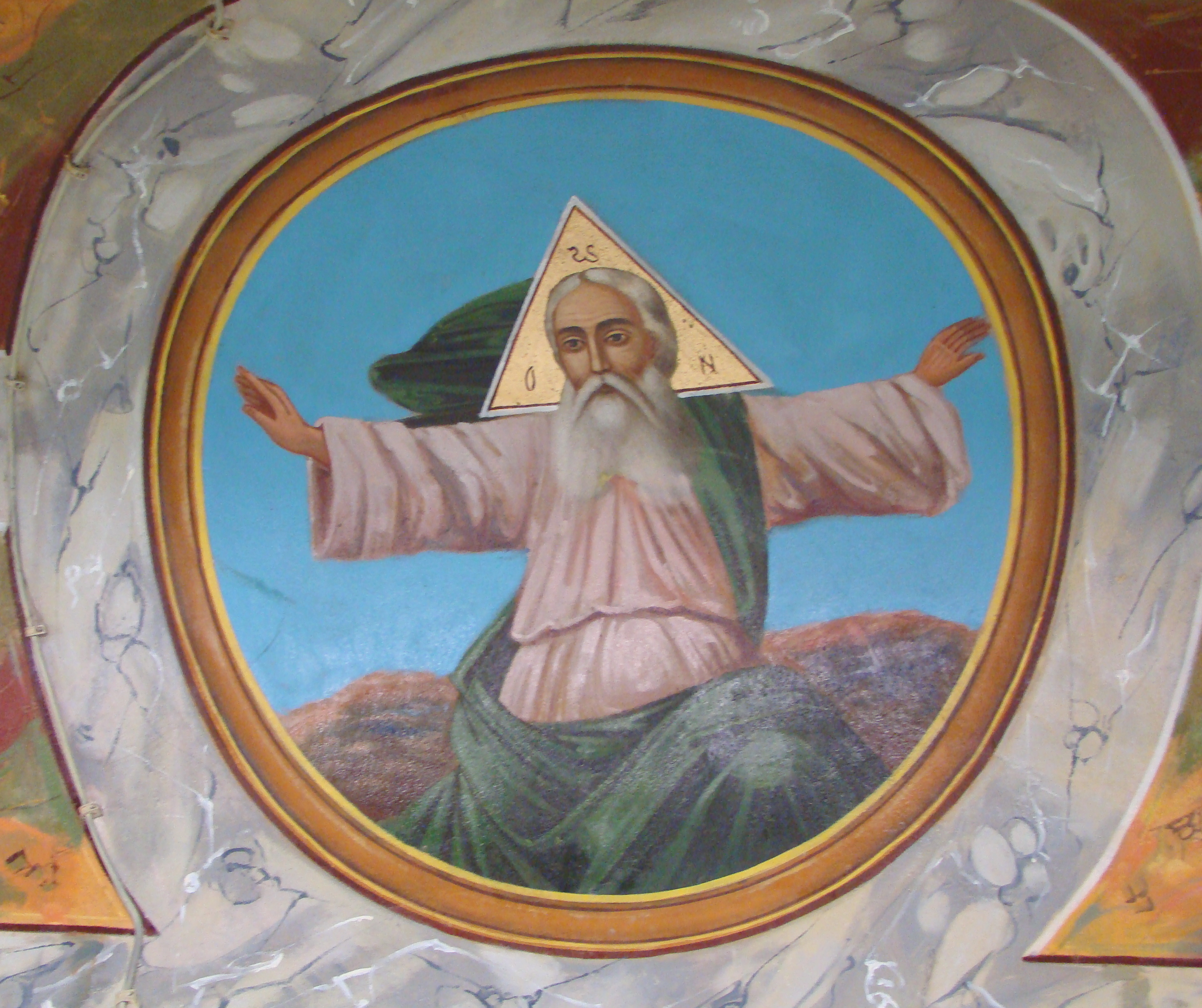
Dumnezeu Tatăl
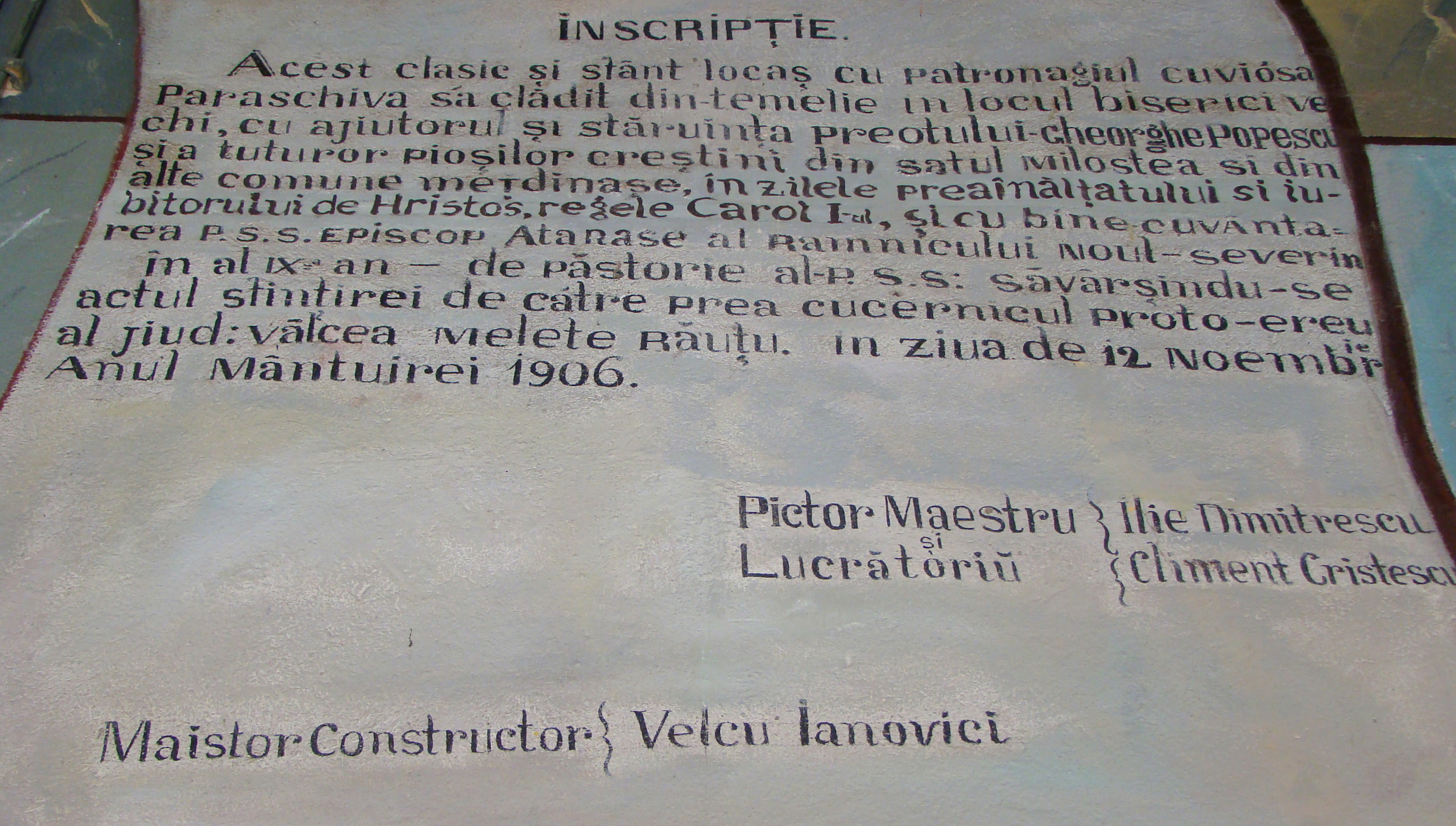
Pisania
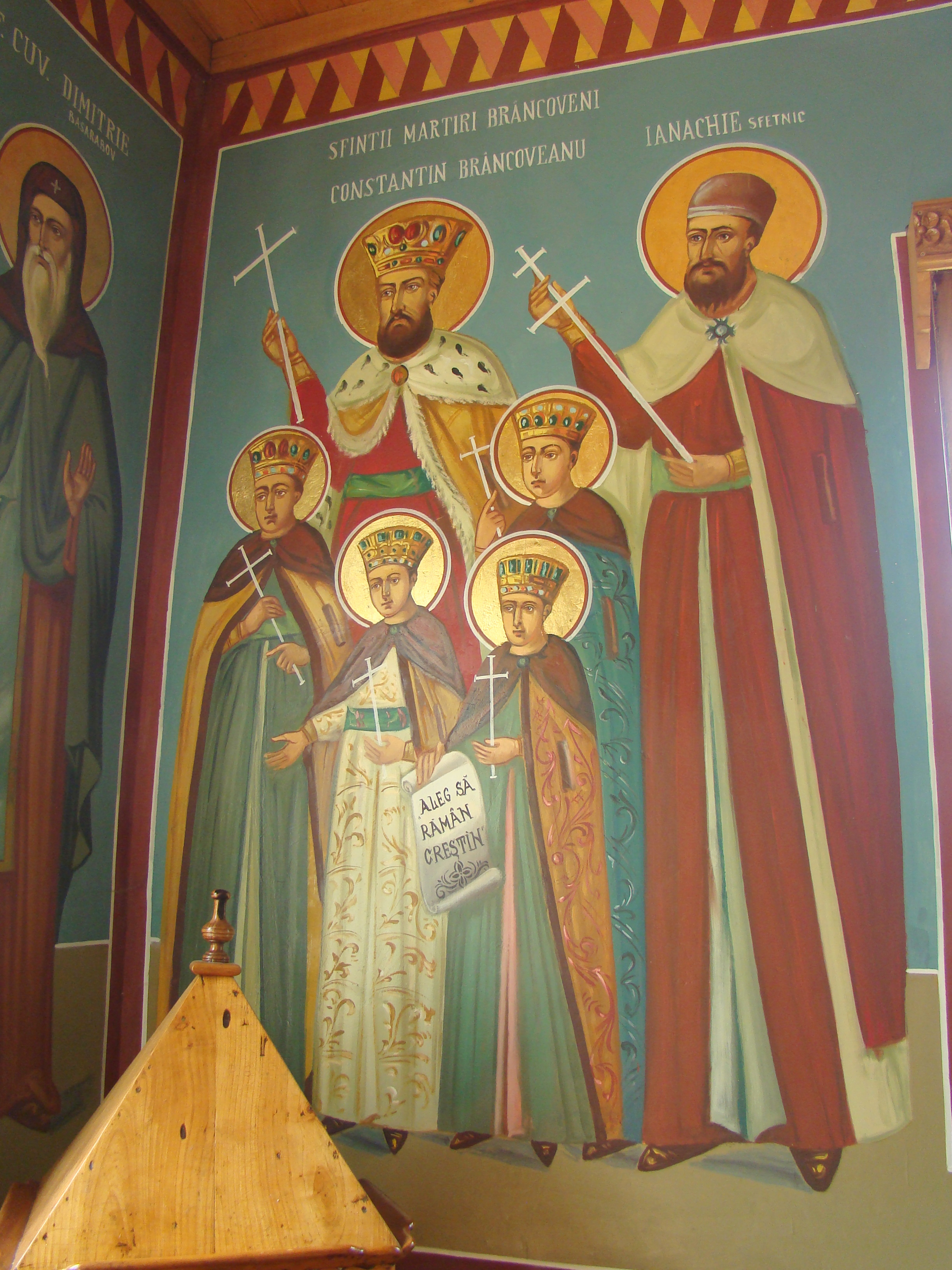
Sfinții martiri brâncoveni
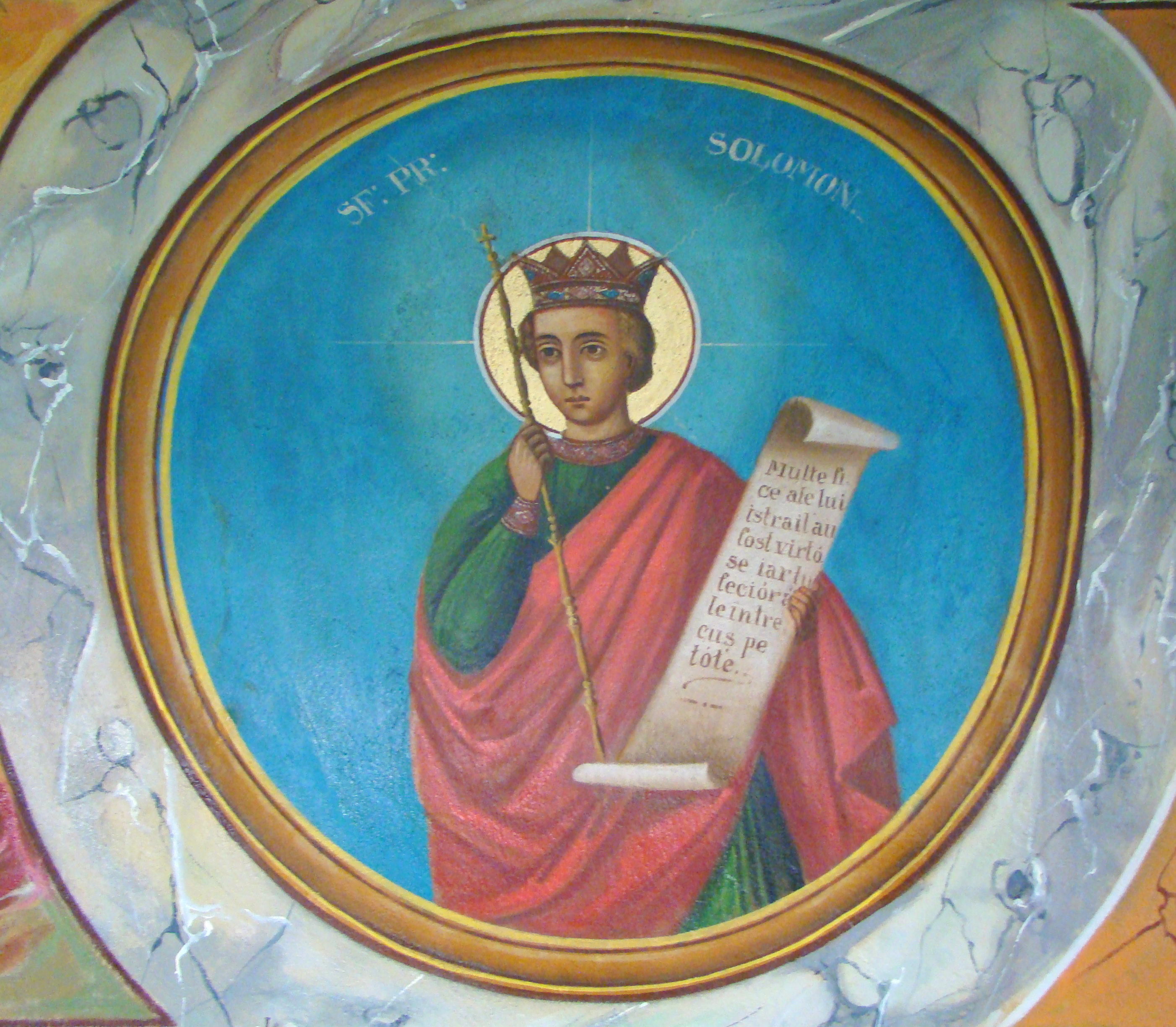
Prorocul Solomon
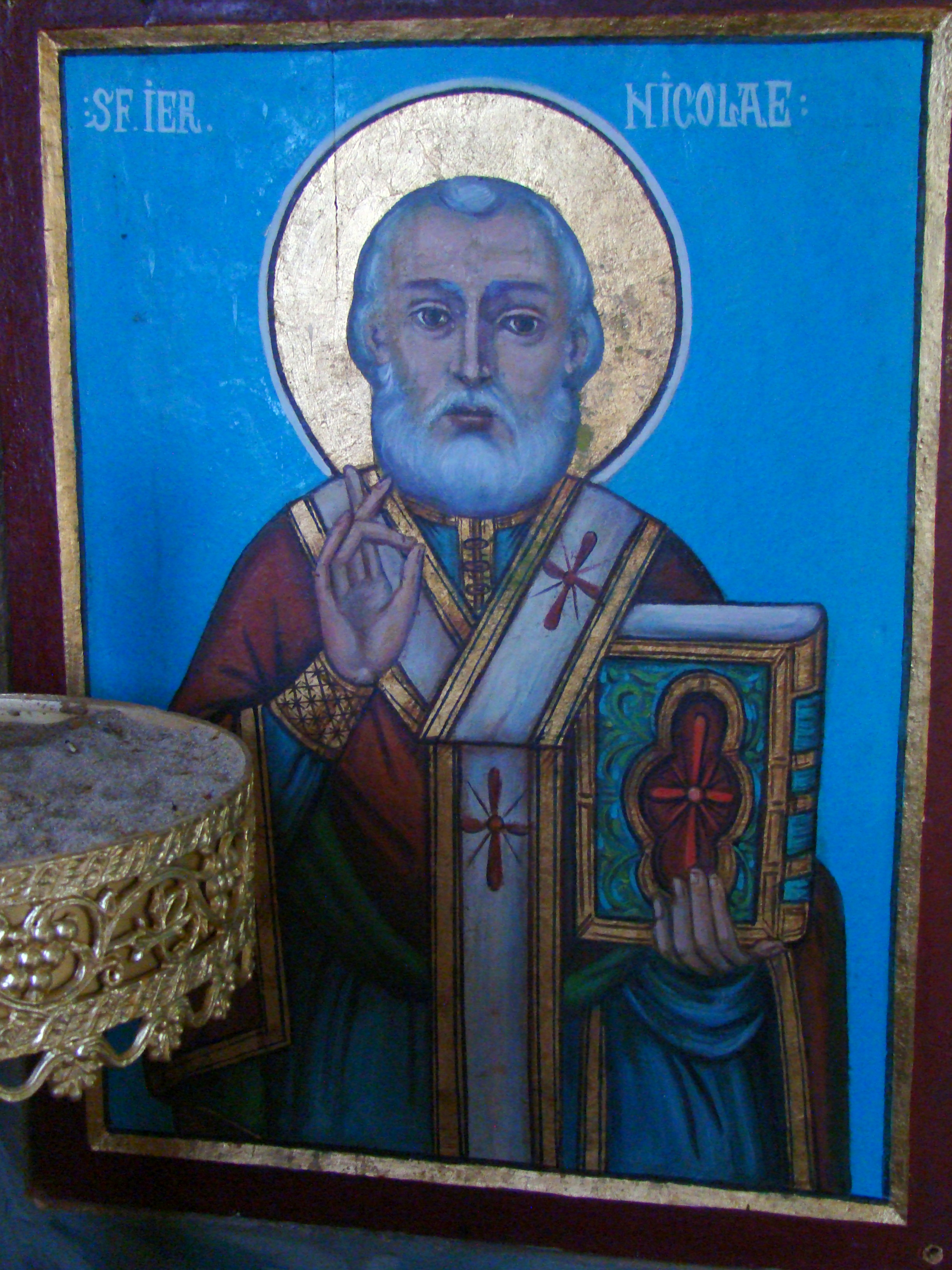
Sfântul Ierarh Nicolae
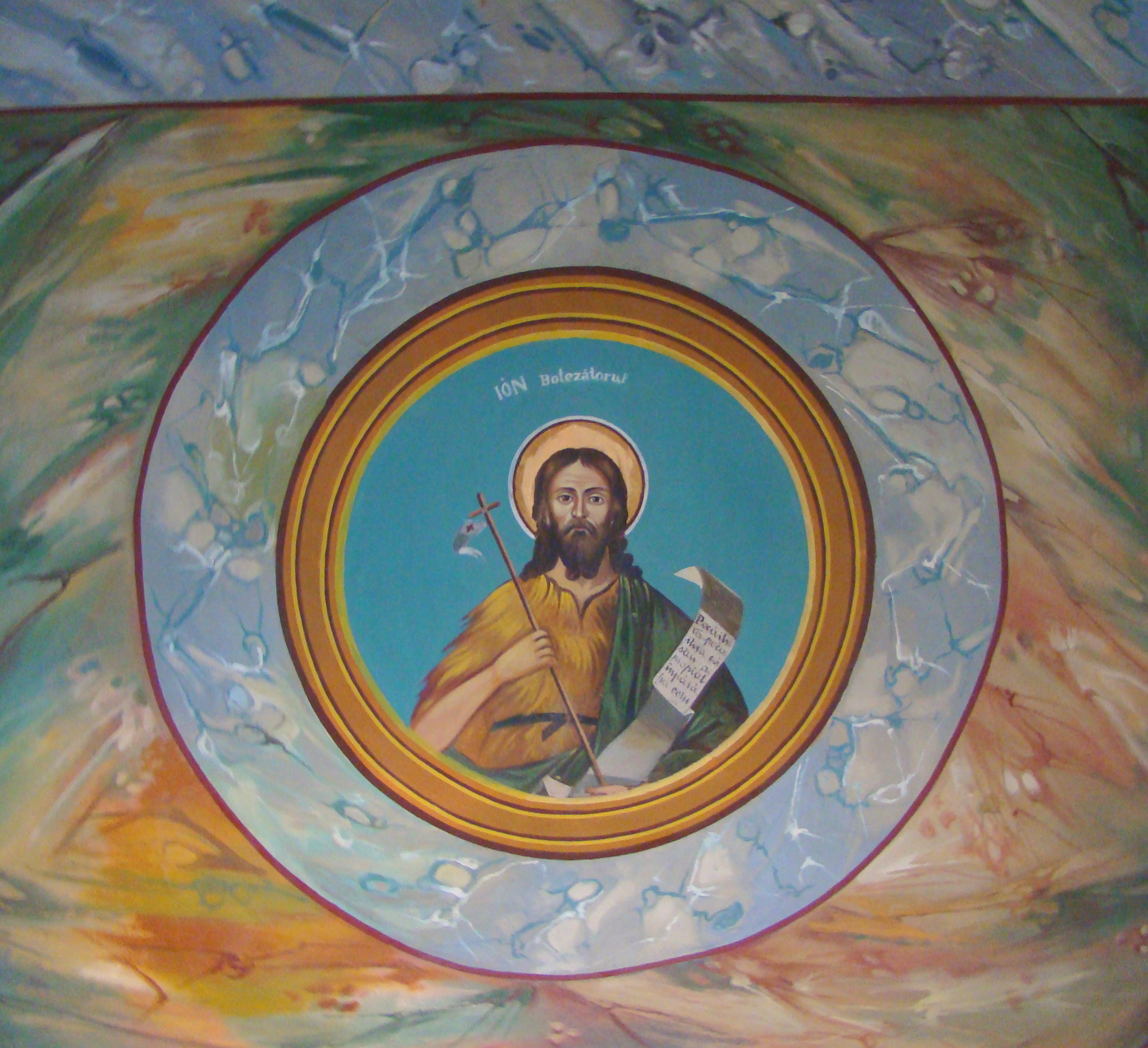
Ioan Botezătorul
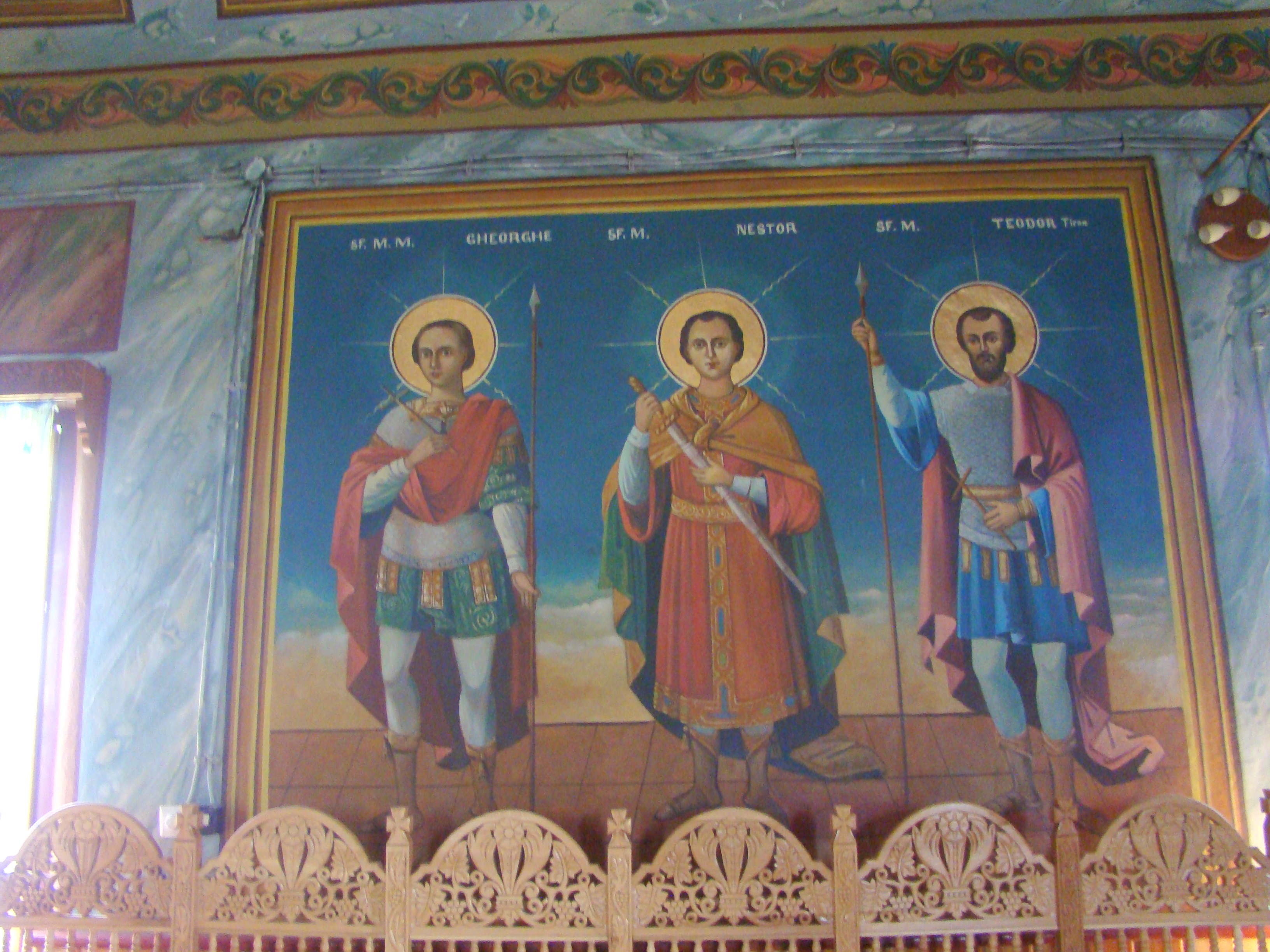
Sfinți mucenici
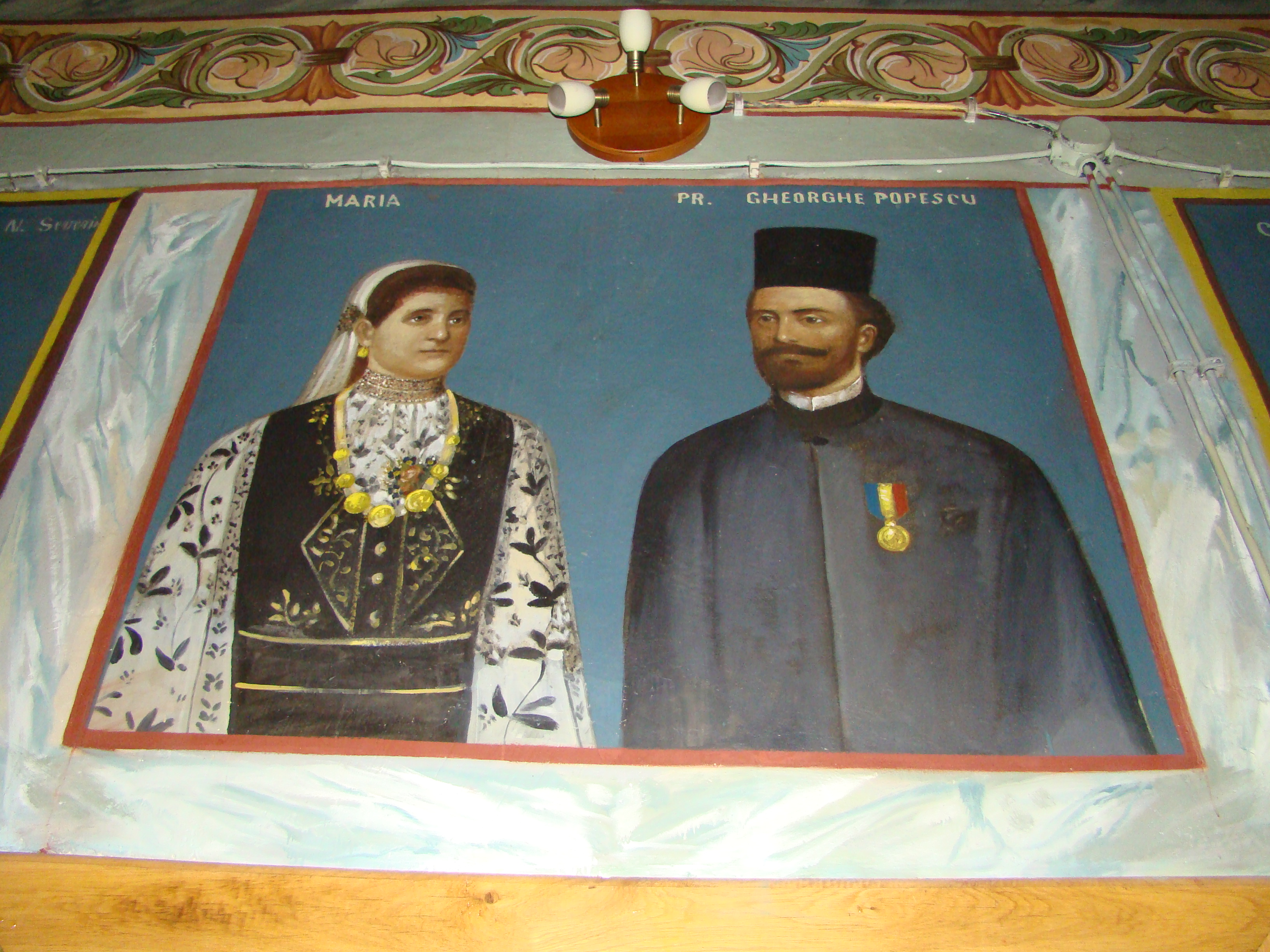
Ctitorul bisericii, preotul Gheorghe Popescu și soția sa Maria
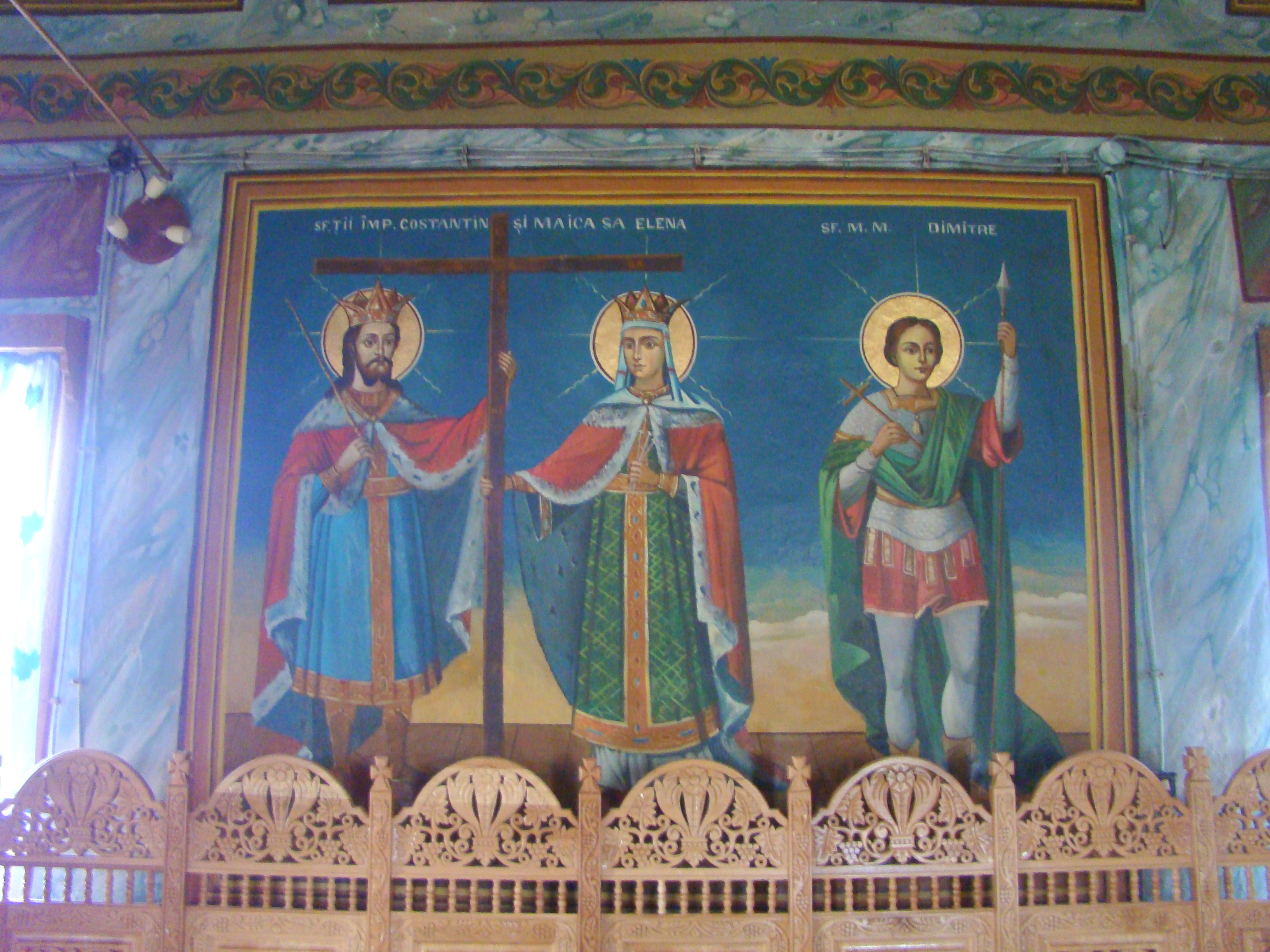
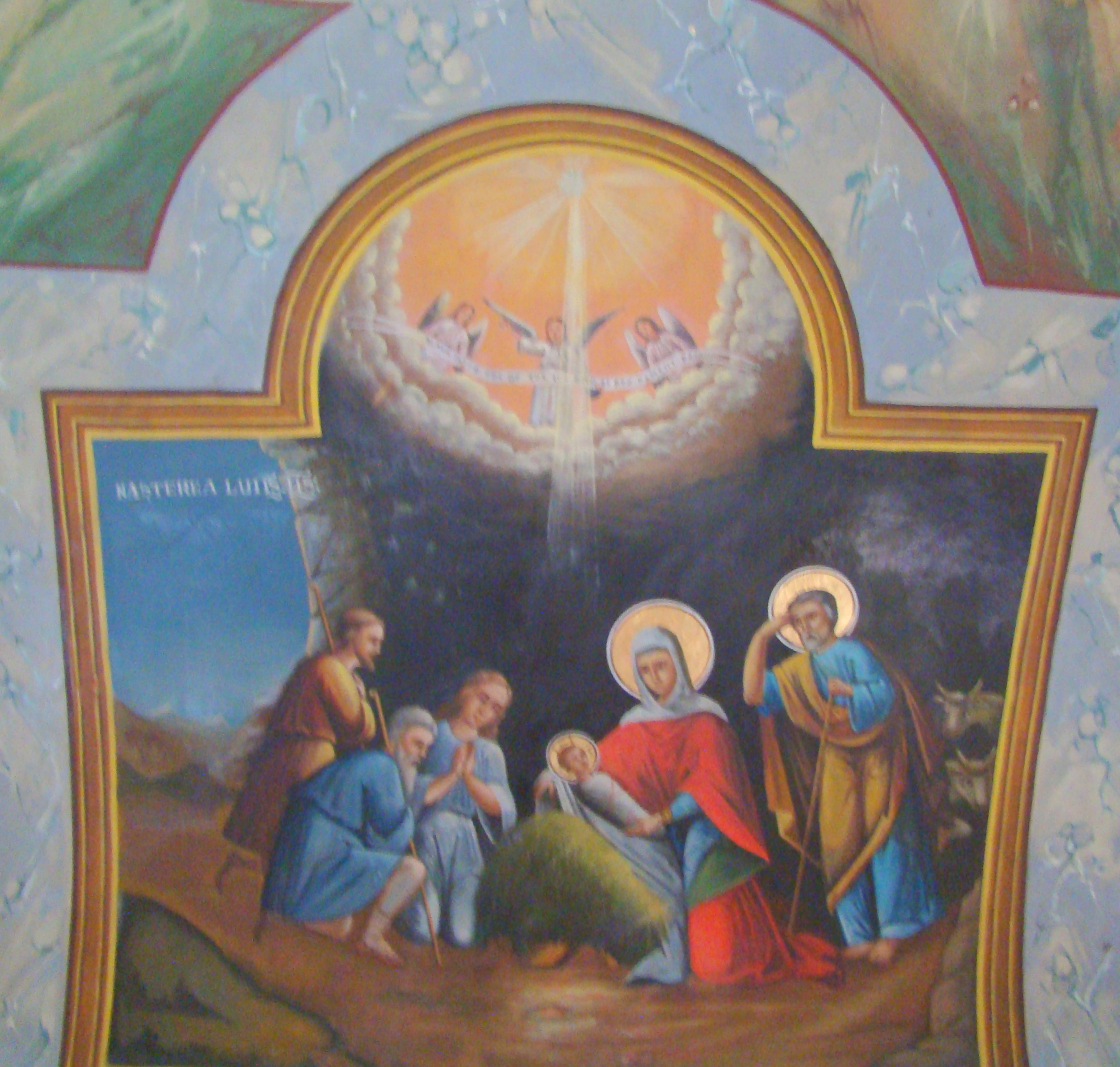
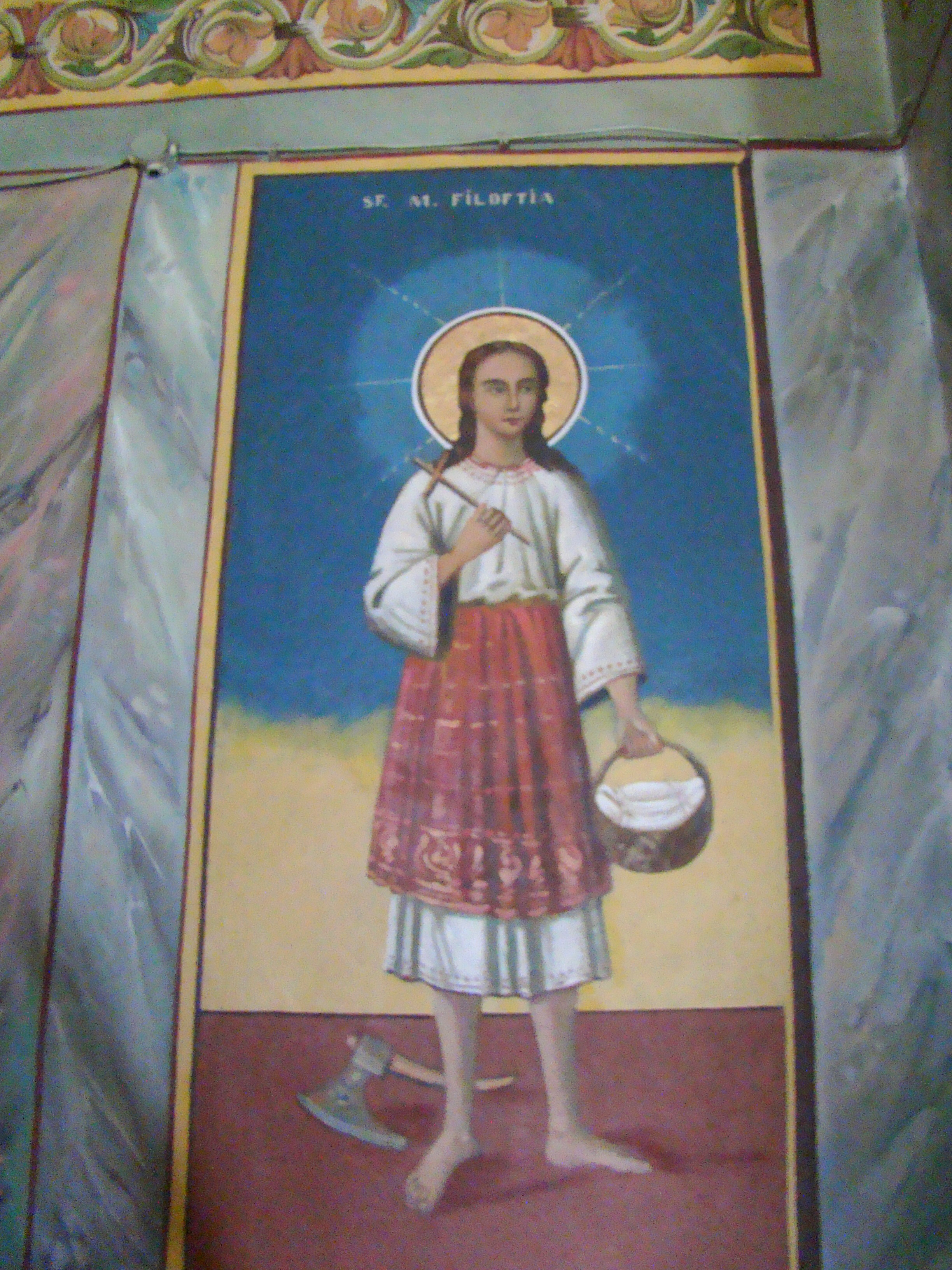
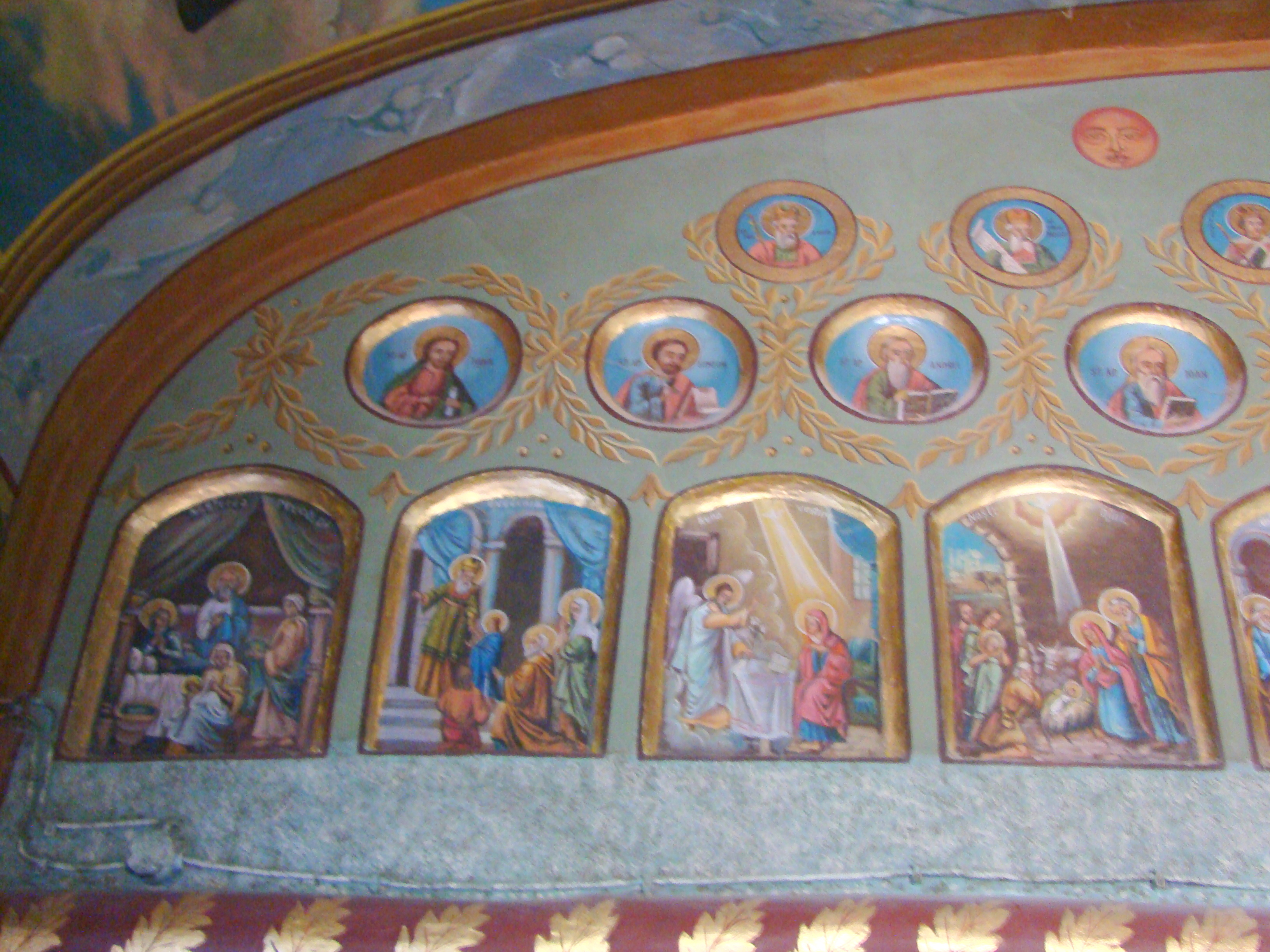
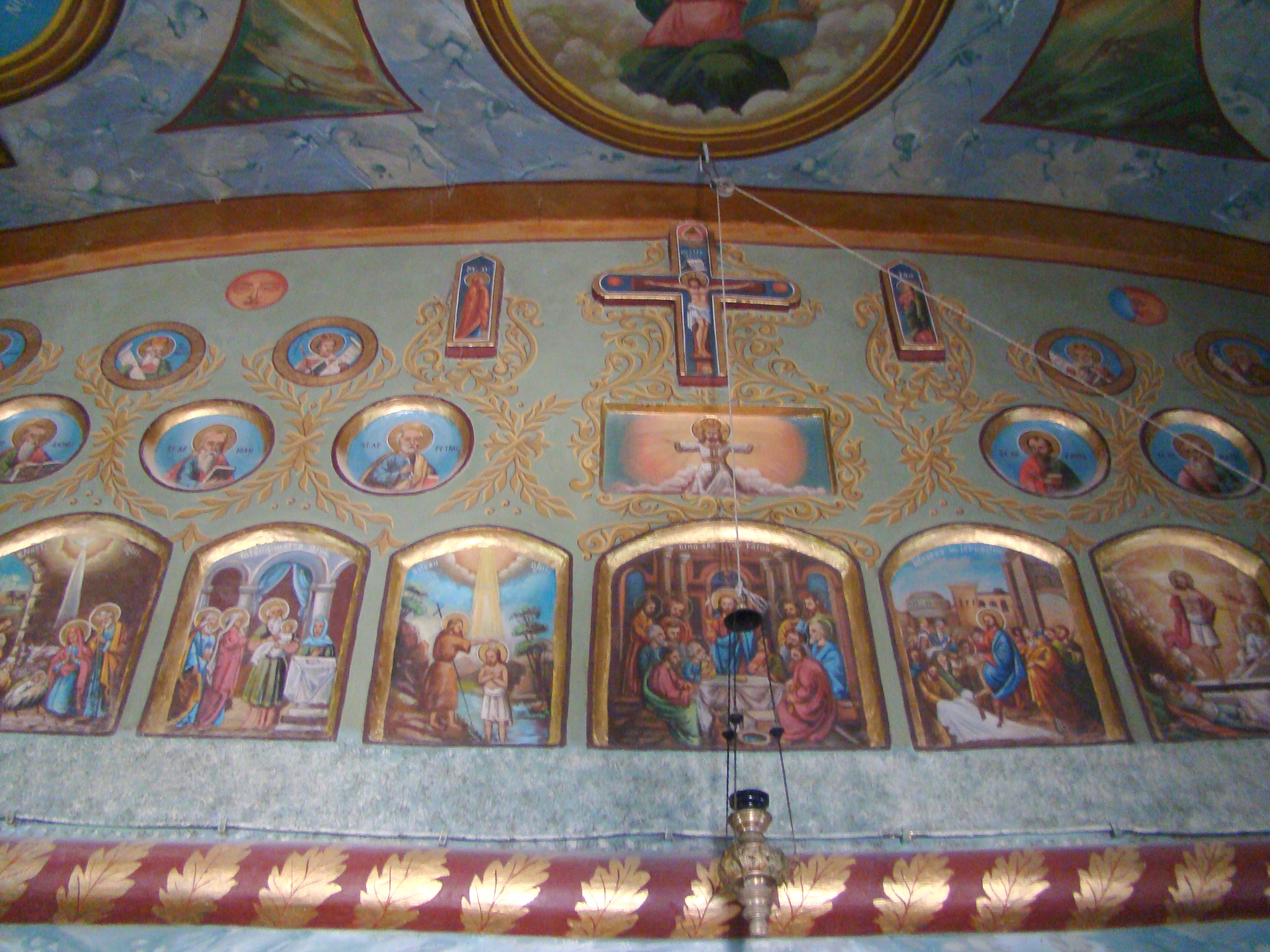
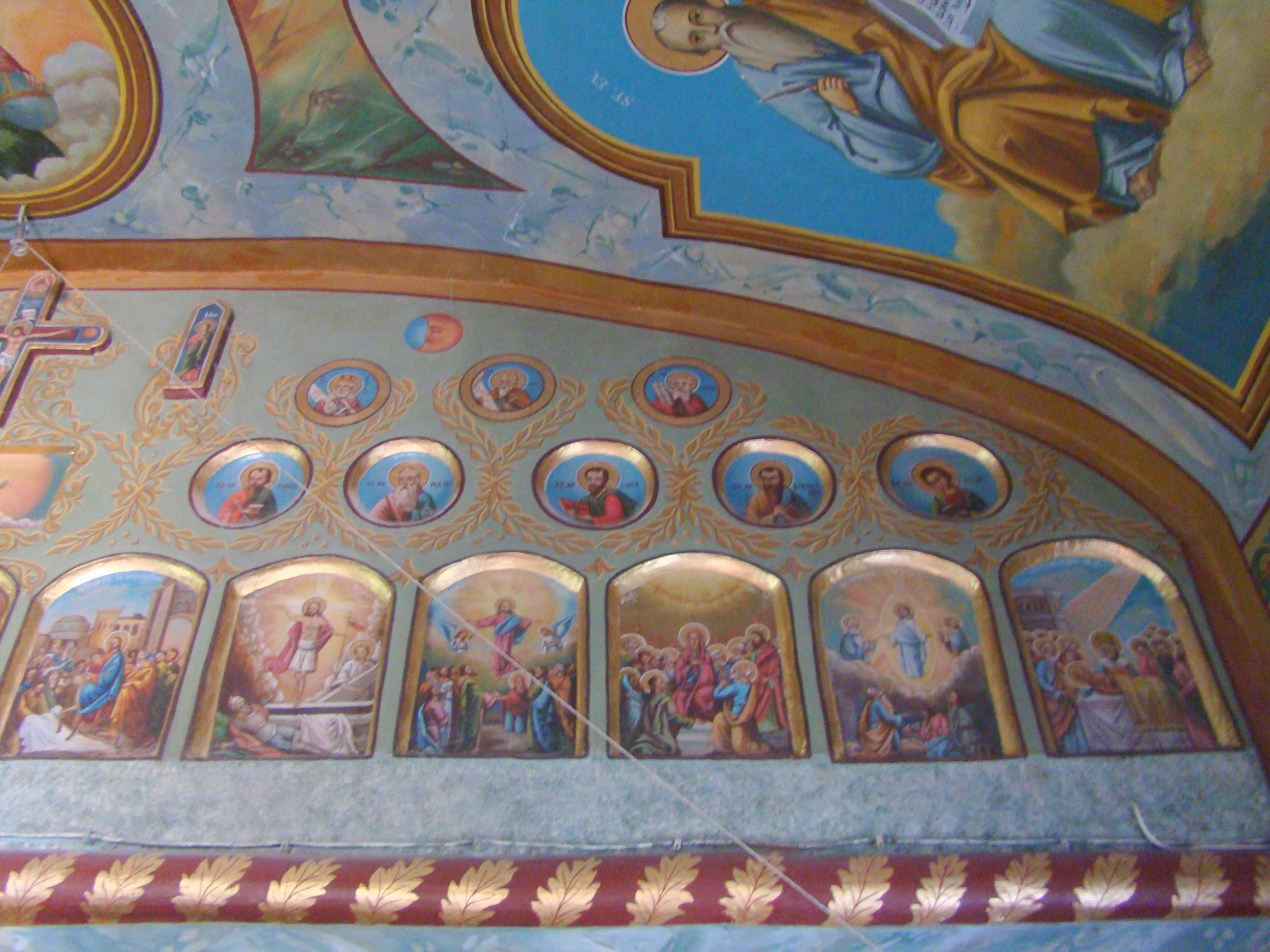
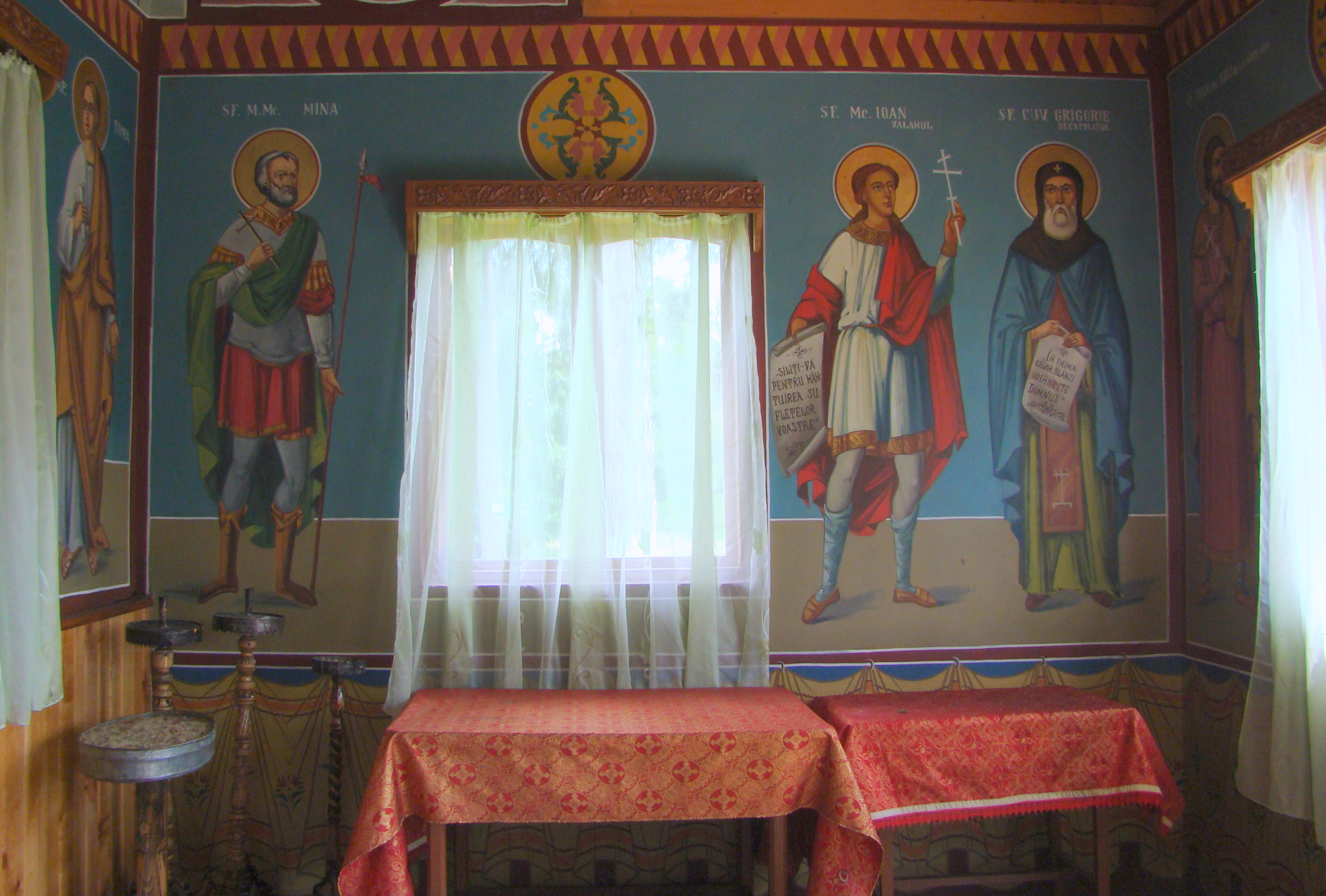